# Praga
Praga (în cehă Praha pronunțat [ˈpraɦa] ⓘ) este capitala Republicii Cehe. Orașul este situat pe râul Vltava, în Boemia Centrală, și are aproape 1,67 milioane de locuitori, fără a fi luați în calcul și cei aproximativ 300.000 de navetiști, care lucrează în oraș, dar nu locuiesc aici.
Praga are diferite supranume, printre care Praga mater urbium („mama orașelor”), „Orașul celor o sută de clopotnițe” sau „Orașul de aur”. Din 1992, centrul istoric al Pragăi a fost inclus pe lista UNESCO a locurilor din patrimoniul cultural mondial.
Praga găzduiește numeroase atracții culturale celebre, dintre care multe au supraviețuit violenței și distrugerii Europei din secolul XX. Atracțiile principale includ Castelul Praga, Podul Carol, Piața Orașului Vechi cu ceasul astronomic din Praga, cartierul evreiesc, dealul Petřín și Vyšehrad. Din 1992, centrul istoric al orașului Praga a fost inclus în lista patrimoniului mondial UNESCO.
Orașul are mai mult de zece muzee importante, împreună cu numeroase teatre, galerii, cinematografe și alte expoziții istorice. Un sistem extins de transport public modern îmbină orașul. De asemenea, găzduiește o gamă largă de școli publice și private, inclusiv Universitatea din Praga, cea mai veche universitate din Europa Centrală.

## Istoric
Teritoriul pe care se află azi Praga a fost locuit încă din Paleolitic. Cu mai multe secole în urmă, prin zonă treceau drumurile comerciale care legau zonele sudice și nordice ale Europei și care urmau cursurile principalelor râuri din regiune. De prin anul 500 î.Hr., triburile celtice numite Boii au locuit în regiunea care avea să primească numele lor – Boemia. Triburile germanice ale marcomanilor au migrat în Boemia în anul 9, sub conducerea regelui Maroboduus. O parte a celților a migrat către sud, în vreme ce restul lor a fost asimilat de marcomani. În anul 568, cea mai mare parte a marcomanilor, însoțiți de membrii altui trib germanic, lombarzii, au migrat spre sud. Marcomanii rămași au fost asimilați de slavii apuseni, care au invadat regiunea. Tribul slav ceh a sosit în regiune, în secolul al VII-lea.
În conformitate cu o legendă a întemeierii națiunii cehe, regina Libuše s-a căsătorit cu un plugar umil pe nume Přemysl, fondând Dinastia Přemyslid. Legendara regină, care-și avea reședința în castelul Libušin din centrul Boemiei, ar fi avut un șir de viziuni profetice cu privire la viitorul națiunii sale. (Cercetările arheologice au demonstrat existența unei reședințe regale, în secolul al VII-lea, la Libušin). Una dintre aceste profeții a fost în legătura cu gloria orașului Praga. Regina ar fi spus: "Văd un oraș întins, a cărui glorie va ajunge la stele! Văd un loc în mijlocul unei păduri, unde o costișă prăpăstioasă se ridică deasupra râului Vltava. Zăresc un om, care cioplește pridvorul (prah) pentru casă. Un castel numit Praha va fi construit aici. Când prinții și ducii se vor opri în fața pragului ei, se vor închina la castel și la orașul înconjurător."
De prin anul 800, monarhii cehi au cucerit aproape întreaga Boemie. Primul monarh boemian atestat documentar este prințul Borivoj Přemyslovec, care a domnit în a doua jumătate a secolului al IX-lea. Soția prințului, Liudmila (care a devenit, după moarte, sfânta patroană a Boemiei ), a fost creștinată de Sfinții Metodiu și Chiril, care au adus creștinismul în regiune, în 863. Borivoj și-a mutat reședința din așezarea fortificată Levý Hradec într-un palat numit Praha. Curtea palatului a fost numită, la rândul ei, tot Praha, locația fiind cunoscută drept Castelul Praga. Începând cu domnia lui Borivoj, Castelul Praga a devenit reședința regilor cehi. Castelul Praga a devenit cea mai mare fortăreață locuită din lume și este astăzi reședința Președintelui Cehiei.
Nepotul lui Borivoj, prințul Venceslau, a inițiat relații prietenești cu Dinastia Saxonă. Venceslau dorea ca Boemia să devină un partener egal într-un mai mare imperiu, așa cum mai făcuse parte, de exemplu, din Moravia Mare, fondată în secolul al IX-lea pentru a face față atacului avarilor. Orientarea pro-saxonă nu a fost acceptată de fratele lui Venceslau, Boleslau, și se presupune că aceste neînțelegeri au fost motivul principal al asasinării lui Venceslau la 28 septembrie 929. Prințul a fost îngropat în Rotonda Sfântului Vit, biserica pe care o ctitorise în timpul vieții, aflată pe locul în care se înalță azi Capela Sfântului Venceslau din Catedrala Sfântului Vit. După câțiva ani, Venceslau a fost canonizat și a devenit cel mai iubit sfânt protector al Boemiei. El este „Bunul rege Venceslau” din colindele boemiene de Crăciun. În 962, Boleslav și-a schimbat politica și Boemia a devenit parte a nou instituitului Imperiu Roman cu Otto I, împărat din dinastia Saxonă.
Pe la începutul secolului al X-lea, zona din jurul Cetății Praga s-a dezvoltat într-o importantă locație pentru comerț, un loc frecventat de negustorii din întreaga Europă. În 965, negustorul și călătorul evreu Ibrahim ibn Ya'qub scria: "Praga este construit din piatră și var și este cel mai mare centru comercial. Slavii sunt cu toții curajoși și viteji... Ei ocupă pământurile care sunt cele mai fertile și pline cu diferite alimente."
În 973 a fost fondată în Boemia o episcopie cu sediul episcopal în Cetatea din Praga. Primul episcop de Praga a fost Adalbert, care avea să fie canonizat în 999 în Biserica Romano-Catolică.
Alături de așezarea fortificată a Pragăi, o altă așezare fortificată avea să fie construită în secolul al XI-lea pe celălalt mal al râului Vltava, la Vyšehrad, în timpul domniei prințului Vratislav II. După 1085, Vyšehrad a devenit, pentru scurtă vreme, orașul de scaun al monarhilor cehi.

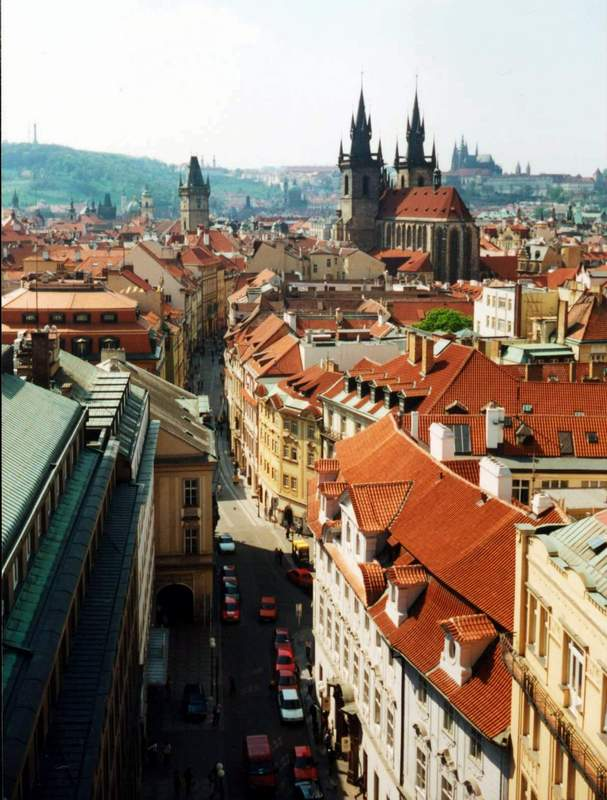
Biserica Sfintei Fecioare din Týn – vedere din estul Pragăi.

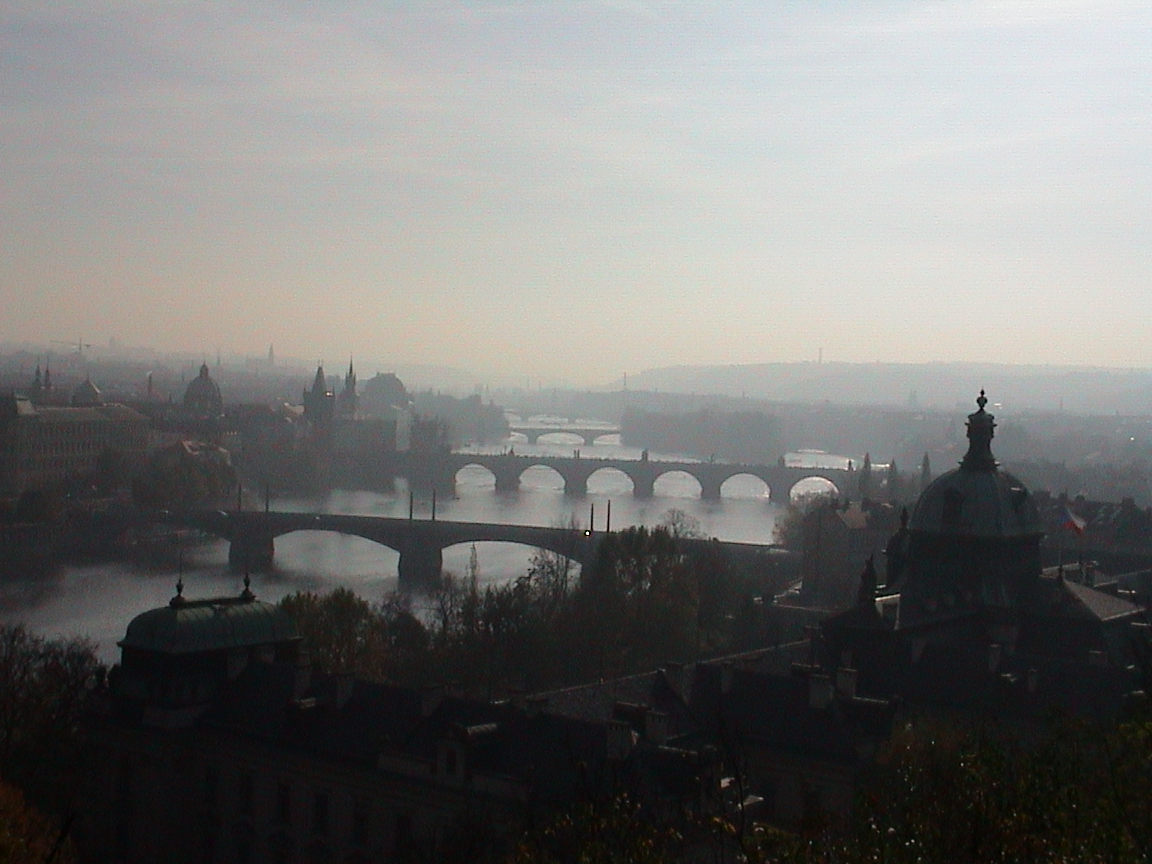
Podurile Pragăi.

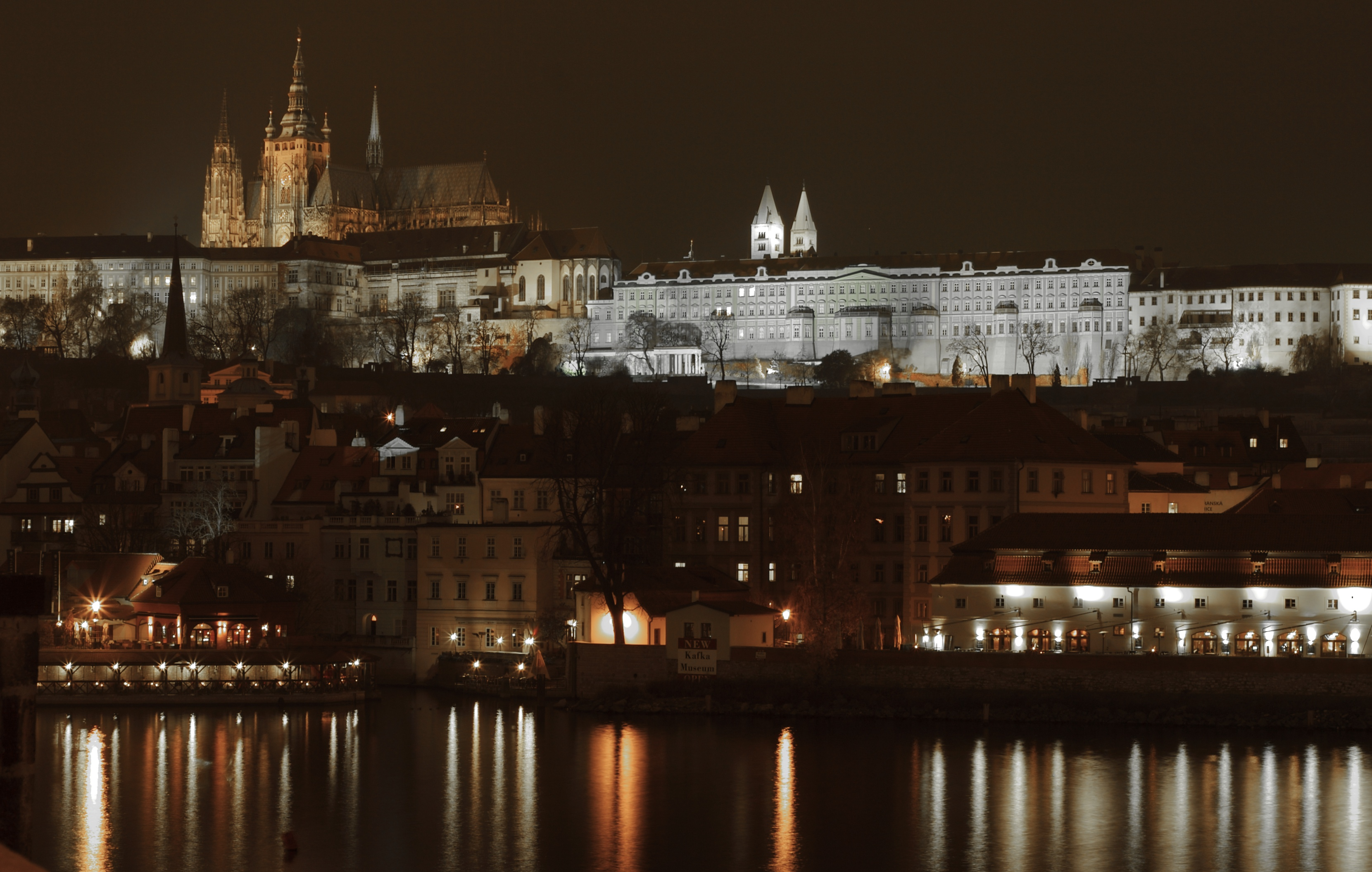
Castelul Praga noaptea.

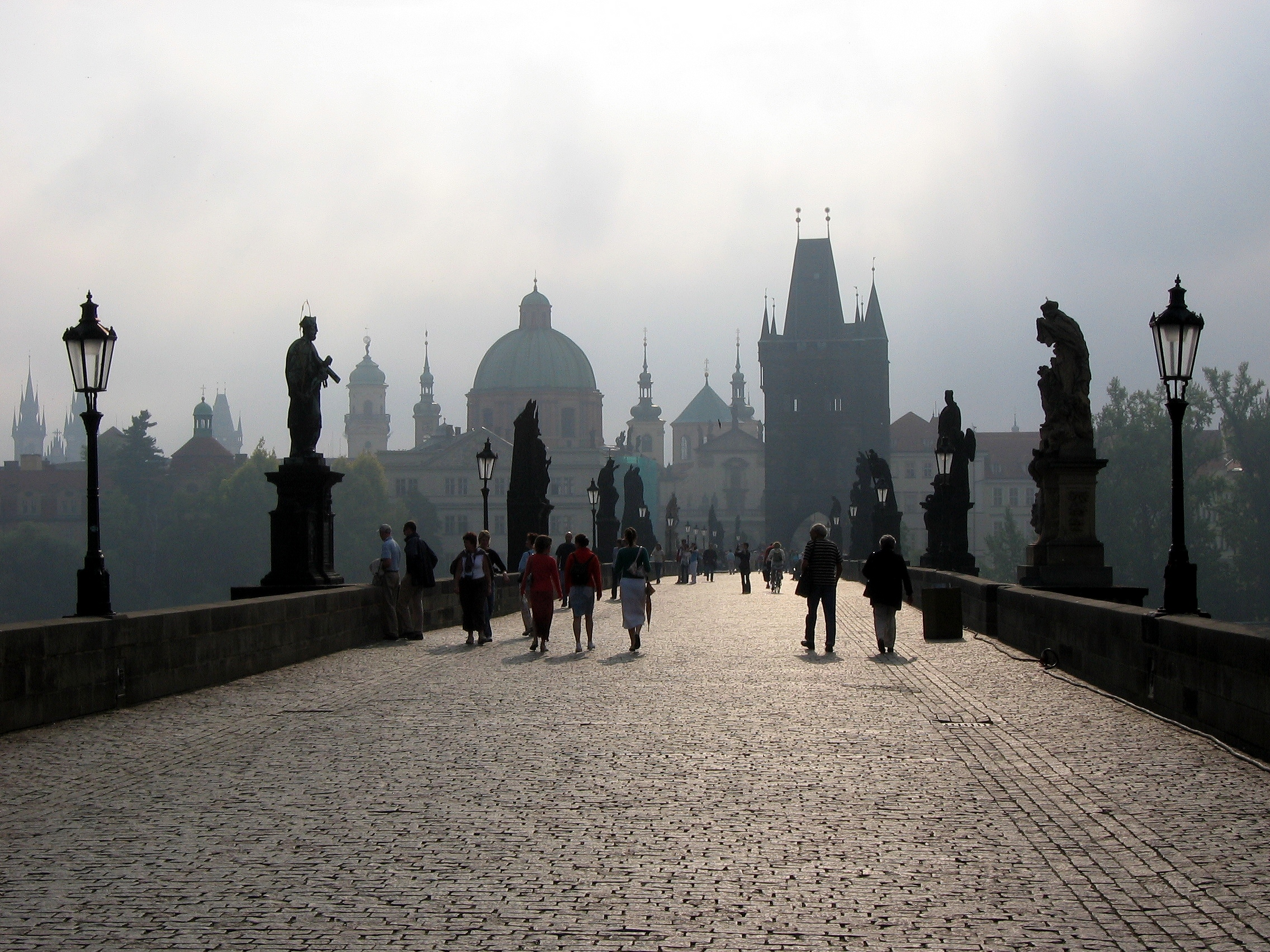
Podul Carol.

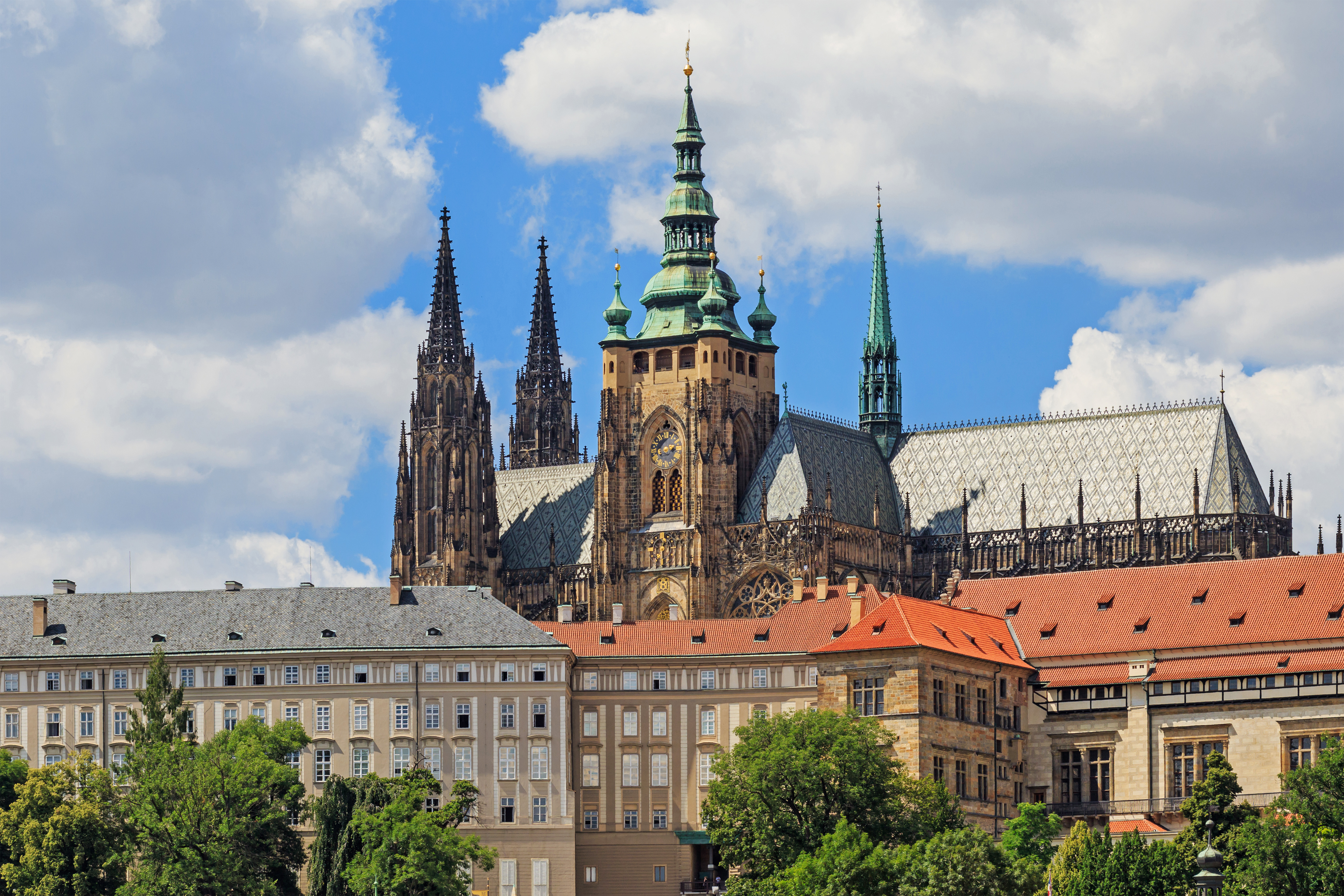
Catedrala Sfântul Vitus.

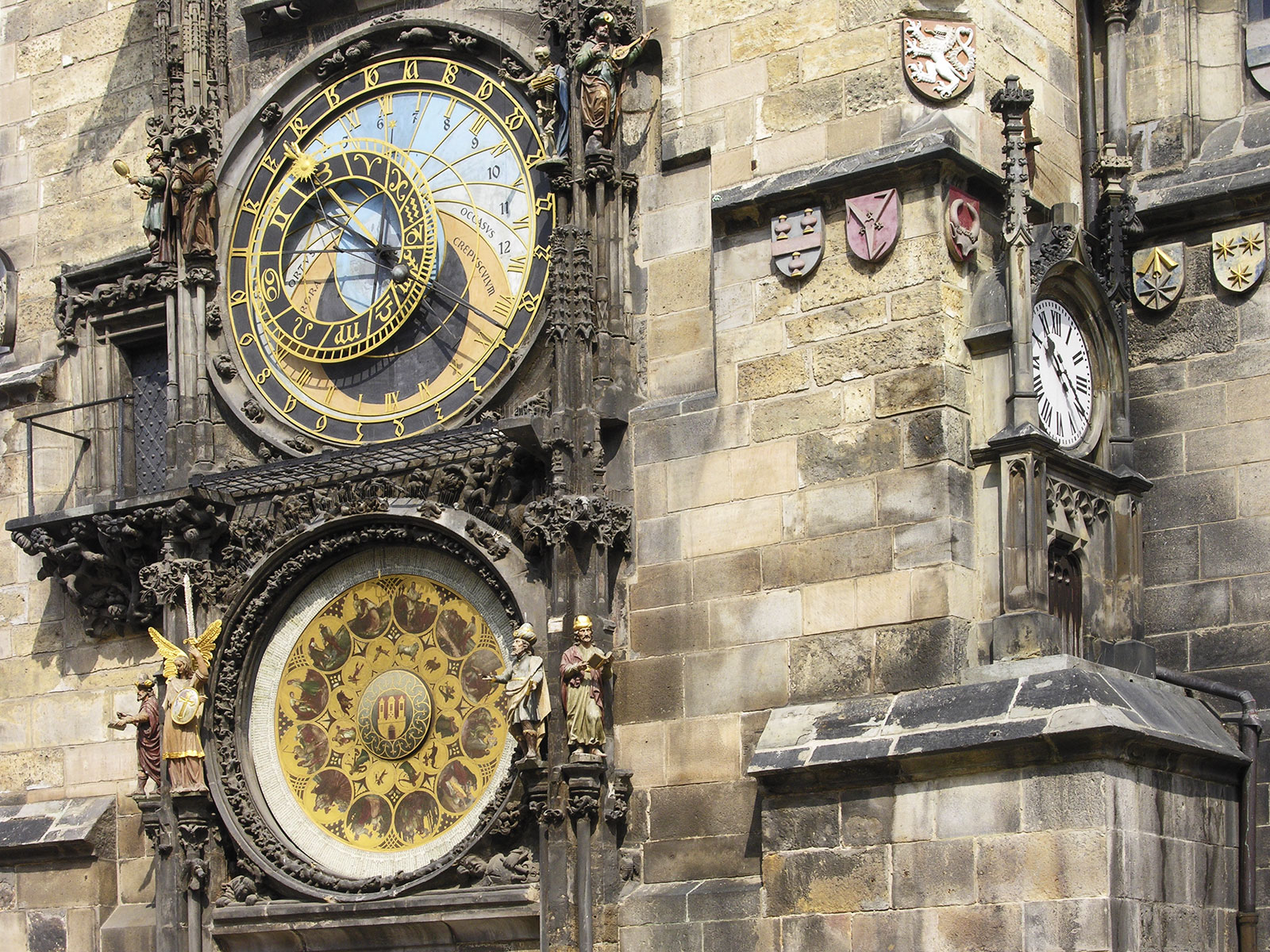
Ceasul Astronomic

Prințul Vladislav II, încoronat în 1158, a fost ctitorul unui mare număr de biserici și mănăstiri. Mănăstirea Strahov a fost construită în 1142. Primul pod peste râul Vltava – Podul Judith – a fost construit în 1170. Acest pod s-a prăbușit în 1342, iar noul pod, numit mai târziu Podul Carol, a fost construit în 1357.
În 1212, Boemia a devenit regat în momentul în care Prințul Premysl Otakar I a fost ridicat la rangul de rege prin moștenirea primită de la Frederick al II-lea, cel care avea să devină, în 1215, împărat. Acest nou statut avea să devină oficial prin documentul cunoscut ca "Bula de aur a Siciliei". Fiica regelui, Agnes, a fost sanctificată după moarte. Agnes a preferat să se călugărească, în loc să se căsătorească cu împăratul Frederick al II-lea. În timpul domniei regelui Premysl Otakar I a început colonizarea pașnică a Boemiei cu germani. Coloniștii germani au fost invitați în Boemia și Moravia. Pentru mai multe sute de ani, până la dezvoltarea naționalismului, existența unei minorități germane nu a reprezentat nicio problemă.
În secolul al XIII-lea, orașele au cunoscut o dezvoltare importantă. În jurul Pragăi vechi trei așezări au primit privilegiile de oraș. Așezarea de la poalele Cetății Praga a devenit Orașul Nou Praga, în 1257, în timpul domniei regelui Otakar al II-lea (fiind botezat mai apoi Malá Strana – Noul Oraș Praga). Orașul Hradčany din imediata apropiere a Castelului Praga datează din 1320. Pe celălalt mal al Vltavei, Staré Město – Vechiul Oraș Praga – primise, deja, privilegiul de oraș în 1230.
În secolul al XIII-lea, regele Premysl Otakar al II-lea a fost cel mai puternic rege al Sfântului Imperiu Roman de Neam German, el primind supranumele de Regele de fier și aur. El a mai domnit în alte șapte țări, iar autoritatea sa se întindea din Silezia până la coasta Adriaticii.
Dinastia Premyslovec a domnit până în 1306, când s-a stins linia sa masculină. Tronul a fost moștenit de Dinastia Luxemburg, odată cu mariajul dintre Eliska, sora ultimului rege Premyslovec, și Jan de Luxemburg.
Orașul Praga a înflorit în secolul al XIV-lea, în timpul domniei împăratului Carol al IV-lea din Dinastia Luxemburg. Carol era fiul prințesei cehe Eliska Premyslovna și a lui Jan de Luxembourg. Născut la Praga, în 1316, Carol a devenit rege al Boemiei după moartea tatălui său, în 1346. Datorită eforturilor lui Carol al IV-lea, episcopia din Praga a fost ridicată la rangul de arhiepiscopie în anul 1344. La 7 aprilie 1348, Carol a fondat prima universitate din Europa Centrală, Răsăriteană și Nordică, care, în zilele noastre îi poartă numele. Universitatea Carolină este cea mai veche universitate cehă și prima universitate germană. În același an, Carol al IV-lea a fondat Nové Město – Orașul Nou, vecin cu Staré Město – Orașul Vechi. Carol a reconstruit Castelul Praga și Vyšehradul, a reconstruit unul dintre podurile ruinate de pe Vltava, care poartă azi numele său – Podul Carol. Tot în timpul domniei sale a început construirea Catedralei Sfântul Vit și au fost ctitorite numeroase alte biserici mai mici. În 1355, Carol a fost încoronat la Roma Împărat al Sfântului Imperiu Roman. Praga a devenit capitala Sfântului Imperiu Roman. Noul împărat a dorit să facă din Praga cea mai frumoasă capitală europeană și orașul cel mai important al Imperiului. Toate construcțiile ridicate în acea vreme au folosit grandiosul stil gotic, cu caracteristici decorative locale, numite, mai apoi, „Școala boemiană”. În timpul domniei împăratului Carol al IV-lea, Cehia a fost printre cele mai importante puteri ale vremii.
Situația s-a schimbat, în mod dramatic, în timpul domniei slabului rege Venceslau al IV-lea, fiul lui Carol al IV-lea. Preotul Jan Hus, care era și rectorul Universității din Praga, își ținea predicile în Capela Bethleem în limba cehă pentru a asigura difuzarea cât mai largă a ideilor reformării bisericii. Execuția lui Hus pentru erezie (1415) a dus în anii care au urmat la declanșarea Războaielor Husite (cu episodul declanșator al primei defenestrații, când populația revoltată a Pragăi a aruncat pe geamurile primăriei consilierii orășenești). După moartea regelui Venceslau, fratele său vitreg, Sigismund, era moștenitorul legal al tronului. Husiții se opuneau suirii pe tron a unui catolic fervent, care îl chemase pe Jan Hus la Conciliul de la Constance, asigurându-i imunitatea și care nu se ținuse de cuvânt. Sigismund a venit la Praga în fruntea unei armate de 30.000 de cruciați, dorind să obțină capitularea orașului și coroana. În 1420, țăranii răsculați și soldații husiți, în frunte cu faimosul general Jan Žižka, l-au înfrânt pe Sigismund (Zikmund) în Bătălia de la Muntele Vítkov. Au urmat mai multe încercări cruciate de înfrângere a husiților, toate încheiate cu eșecuri. După moartea lui Žižka, unitatea husiților s-a năruit. Facțiunea husiților radicali a fost învinsă, în cele din urmă, în bătălia de la Lipany (1434), de o coaliție a husiților moderați și a catolicilor cehi, astfel că Sigismund a fost încoronat ca rege al Boemiei.
În 1437, Sigismund a murit și odată cu el s-a stins și linia masculină a Dinastiei de Luxembourg. Soțul fiicei lui Sigismund, Elisabeta, ducele de Austria, Albert al II-lea, a devenit noul rege al Boemiei pentru numai doi ani, după care a murit. Următorul rege a fost strănepotul lui Sigismund, născut după moartea tatălui său, numit de aceea Ladislau Postumul. Cum și acest rege a murit la numai 17 ani, consilierul său cel mai apropiat, nobilul George de Poděbrady, a fost ales rege al Boemiei atât de catolici, cât și de husiții ultraquiști (moderați). El a fost supranumit și „regele husit”. În timpul domniei sale, Papa a chemat catolicii la organizarea unei cruciade împotriva ereticilor cehi. Campania militară a fost condusă de regele Ungariei Matei Corvin, care, după încheierea expediției, a fost încoronat și rege al Boemiei. Cum George de Poděbrady nu abdicase, se ajunsese în situația ca Boemia să aibă doi regi. Mai înainte de moarte, George de Poděbrady a făcut o înțelegere cu regele Cazimir al IV-lea al Poloniei, prin care următorul rege al Boemiei să fie ales dintre membrii dinastiei Iagello (soția regelui Cazimir al IV-lea era sora răposatului rege Ladislaus Posthumous, astfel fiul ei, Vladislav, fiind înrudit cu dinastia Luxembourg și, prin aceasta, cu dinastia boemiană originară Premyslovec). Regii din dinastia Iagello au domnit în Boemia până în 1526, când ramura masculină a Iagellonilor s-a stins odată cu moartea lui Ludovic II Iagello, fiul lui Vladislav II Iagellonul.
Următorul rege al Boemiei a devenit Ferdinand Habsburg, soțul Anei Iagello, sora lui Ludovic II Iagello. Urcarea lui pe tron a marcat începutul dinastiei Habsburg. După ce fratele lui Ferdinand, Carol al V-lea, a abdicat de pe tronul Sfântului Imperiu Roman în 1556, Ferdinand a fost ales împărat, în 1558. După moartea lui, fiul său, Maximilian al II-lea, a moștenit toate titlurile, moștenite mai apoi de urmașul lui Maximilian, Rudolf al II-lea. Domnia împăratului Rudolf al II-lea a fost o nouă epocă de aur pentru Praga. Praga devenea din nou centrul cultural al Sfântului Imperiu Roman de Neam German. Rudolf era înrudit cu dinastiile Iagello, Luxemburg și Premyslovec, dar și cu Joan cea Nebună a Spaniei (fiica reginei Isabella de Castilia și a regelui Ferdinand al II-lea de Aragon). Joan era mama bunicului lui Rudolf. În ciuda numeroaselor sale calități, împăratul Rudolf era un individ excentric și depresiv. Împăratul Rudolf trăia în Castelul Praga înconjurat de o curte de astrologi, magicieni sau alte personaje bizare. În ciuda acestui fapt, orașul a prosperat foarte mult, în oraș trăind și lucrând personalități celebre ale vremii, precum astronomii Tycho Brahe și Johannes Kepler, pictorii Giuseppe Arcimboldo, B. Spranger, Hans von Aachen, J. Heintz și alții. În 1609, sub influența stărilor protestante, Rudolf al II-lea, un catolic convins, a emis "Carta Imperială a Împăratului", prin care erau asigurate libertăți religioase fără egal în Europa acelor vremuri. Numeroși germani protestanți, atât luterani, cât și calvini, au emigrat în Boemia. Unul dintre acești emigranți germani a fost contele luteran J.M. Thurn, care a fost conducătorul celei de-a treia defenestrații de la Praga, evenimentul care a declanșat, în 1618, războiul de treizeci de ani.
Pe tronul Boemiei au urmat fratele lui Rudolf, Matthias (care nu a avut copii), și vărul celui din urmă, arhiducele Ferdinand de Styria, acceptat de Dieta din Boemia ca urmaș prezumtiv, în momentul în care Matthias s-a îmbolnăvit grav. Stările protestante din Boemia nu au privit cu ochi buni această decizie. Tensiunile dintre protestanți și catolici (prohabsburgici) a dus la a treia defenestrație de la Praga, în timpul căreia oficialii catolici au fost aruncați pe ferestrele Castelului Praga (23 mai 1618). În ciuda faptului că cei trei catolici au supraviețuit, protestanții au înlocuit oficialitățile catolice. Incidentul a declanșat războiul de treizeci de ani. După moartea lui Matthias, Ferdinand de Styria a fost ales împărat, cu numele de Ferdinand al II-lea, dar nu a fost acceptat ca rege al Boemiei de comunitatea protestantă. În schimb, pe tronul Boemiei a fost ales calvinul Frederik al V-lea de Pfalz. Conflictul care a urmat a fost unul dintre catolici – cei germani, sprijiniți de spanioli, polonezi, bavarezi, dar și de luteranii saxoni anticalviniști – și protestanți (conduși de contele J.M. Thurn) – luterani silezieni, lusatiani și moravi. Împăratul Ferdinand al II-lea a ieșit învingător și a fost încoronat ca rege al Boemiei. El a proclamat declanșarea procesului de recatolicizare a ținuturilor cehe. Douăzeci și șapte de lideri protestanți au fost executați la 21 iunie 1621 în Piața Orașului Vechi – 3 nobili, 7 cavaleri și 17 burghezi, printre ei aflându-se și Dr. Jan Jesenius, rectorul Universității din Praga. Cei mai mulți lideri protestanți, în frunte cu J.M. Thurn, au reușit să fugă. Cei rămași nu se așteptaseră la duritățile campaniei de recatolicizare. Protestanții au fost obligați să retrocedeze toate proprietățile care aparținuseră vreodată bisericii catolice. Au fost interzise toate credințele necatolice. Nobililor protestanți li s-au oferit alternativele convertirii sau emigrării. Limba germană a primit același statut cu cel al limbii cehe. După Pacea de la Westphalia, Ferdinand a mutat curtea imperială la Viena, iar Praga a intrat într-un proces lent de declin, care a provocat reducerea populației de la aproximativ 60.000 la cam 20.000.

### Cartierul evreiesc din Praga
Secolul al XVII-lea a fost considerat Epoca de Aur a evreimii pragheze. Comunitatea evreiască se ridica la aproximativ 15.000 de membri, adică 30% din întreaga populație a orașului. Această populație forma cea mai mare comunitate așkenază din lume, în acele vremuri. Între anii 1597–1609 Judah Loew ben Bezalel a fost rabinul-șef al Pragăi. El este considerat cel mai mare savant evreu din istoria Pragăi, mormântul său din Vechiul Cimitir Evreiesc devenind un important loc de pelerinaj. 

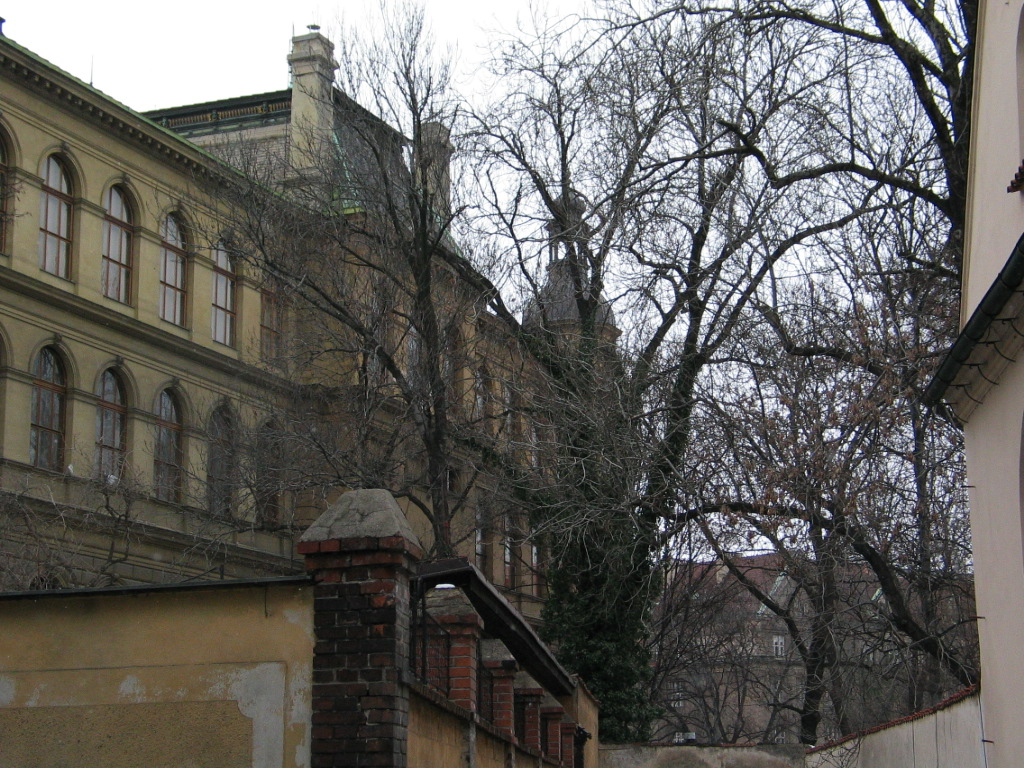
Cimitirul evreiesc și clădirile învecinate

Expulzarea evreilor din Praga de către Maria Tereza de Austria, în 1745, act bazat pe presupusa lor colaborare cu armatele prusace, a fost o grea lovitură dată comunității iudaice din oraș. Evreii au fost readmiși în oraș după 3 ani, în 1748. În 1848, au fost deschise porțile ghetoului din Praga. Fostul cartier evreiesc (redenumit Josefov, în 1850) a fost demolat în cursul așa-numitei "asanări a ghetoului" de la sfârșitul secolului al XIX-lea și începutul celui de-al XX-lea.

### Secolul al XVIII-lea
În 1689, un mare incendiu a devastat Praga, care, însă, a fost reconstruită și renovată rapid. În secolul care a urmat, populația orașului a crescut neîntrerupt, în 1771 trăind aici 80.000 de locuitori. Mulți dintre aceștia erau negustori bogați care, alături de aristocrați, au îmbogățit orașul cu numeroase palate, biserici și parcuri, ducând la apariția unei versiuni a stilului baroc renumită în toată lumea. În 1784, în timpul domniei împăratului Iosif al II-lea, cele patru așezări urbane creștine învecinate – Malá Strana, Nové Město, Staré Město și Hradčany – au fost într-o singură entitate urbană, în vreme ce cartierul evreiesc, Josefov, a devenit parte a noului oraș doar în 1850. Revoluția industrială a avut un efect puternic asupra Pragăi, apărând fabrici noi care aveau avantajul proximității minelor de cărbuni și de minereu de fier. În 1817 a fost creată o nouă suburbie, Karlín, populația orașului depășind în curând cifra de 100.000 de locuitori. Prima gară de cale ferată a fost construită în oraș, în 1842.

### Secolul al XIX-lea

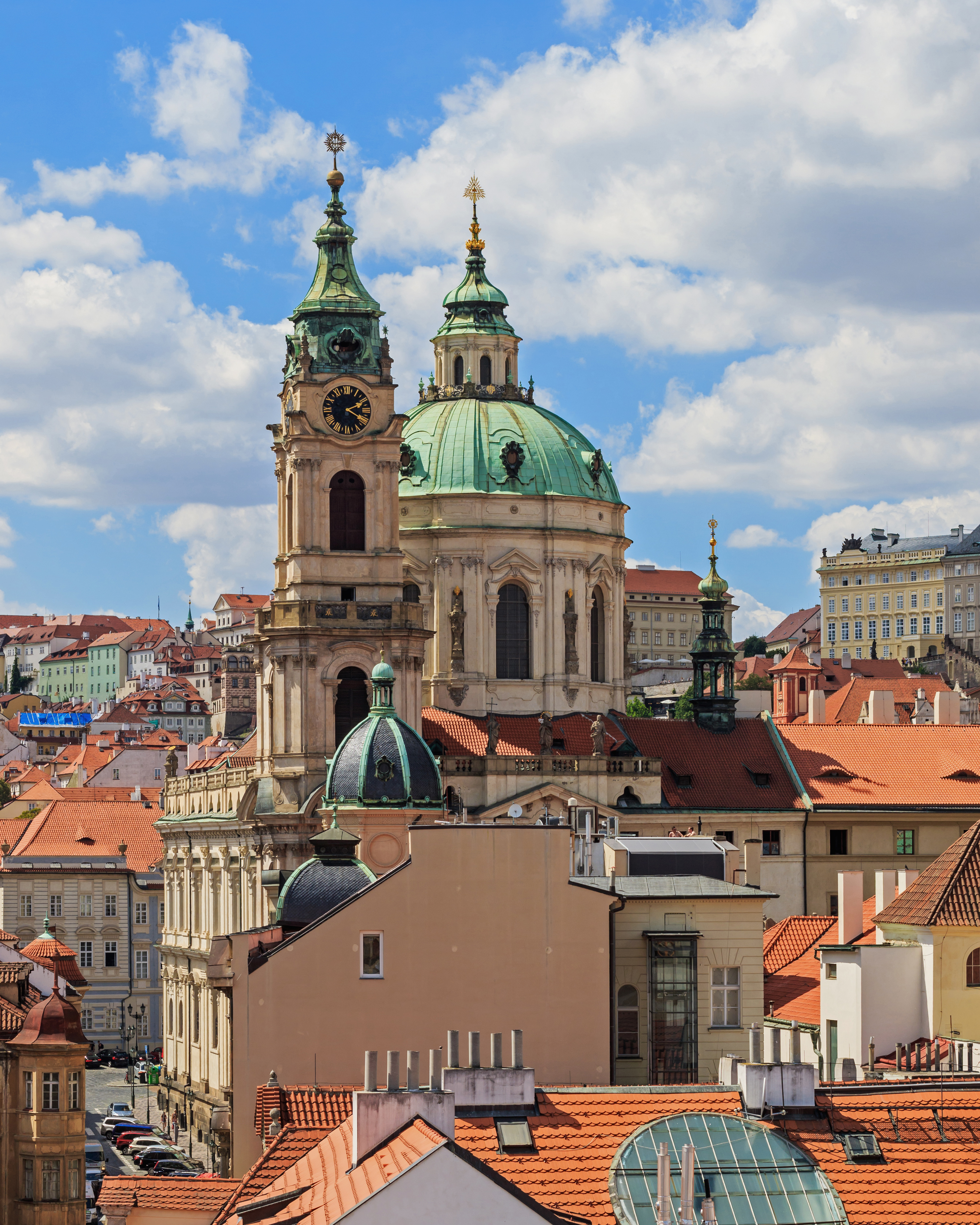
Biserica Sfântul Nicolae din Malá Strana.

În 1806, Napoleon Bonaparte a provocat disoluția Sfântului Imperiu Roman. Împăratul Roman Francisc al II-lea a abdicat. El avea să devină împărat al Austriei, cu numele de Francisc I.
Valul revoluționar al anului 1848, care a zguduit Europa, a atins, în egală măsură, și Praga. Revoluția cehă a fost înăbușită în sânge. În anii care au urmat, mișcarea naționalistă cehă, care se opunea mișcării similare a germanilor, a luat o amploare deosebită. Cehii au preluat controlul asupra Consiliului orășenesc în 1861.
În 1867, împăratul Franz-Iosif I a înființat Monarhia Dualistă Austro-Ungară, formată din Imperiul Austriac și Regatul Ungariei.

### Secolul al XX-lea
Ca moștenitor al tronului austro-ungar a fost proclamat fiul împăratului Franz-Iosef, Franz-Ferdinand d'Este, după sinuciderea principelui moștenitor Rudolf. Ferdinand s-a căsătorit cu Sofia von Chotek dintr-o familie aristocrată cehă. Ei au locuit la Castelul Konopiste, nu departe de Praga. Noul principe moștenitor era în favoarea transformării Monarhiei Dualiste în Monarhie Tripla Austro-Ungară-Cehă, dar, la 28 iunie 1914, el și soția sa au fost asasinați la Sarajevo. Asasinatul a fost pretextul pentru declanșarea Primului Război Mondial.
Înfrângerea Austro-Ungariei în prima conflagrație mondială a dus la disoluția imperiului și la apariția pe harta politică a Europei a noi state, teritoriile cehe și slovace formând Republica Cehoslovacia. Praga a fost aleasă capitală a noului stat. Orașul s-a dezvoltat atât din punct de vedere urbanistic, cât și economic. În 1930, Praga avea aproximativ 850.000 de locuitori.
De-a lungul celei mai mari părți a istoriei sale, Praga a fost un oraș multietnic, cu importante comunități ale cehilor, germanilor și evreilor. Dacă, în 1848, germanii formau majoritatea populației orașului, în 1883 ei reprezentau numai 13,52% dintre locuitorii Pragăi, iar în 1910 numai 5,97%, în principal, datorită afluxului de cehi din Moravia și Boemia veniți să îngroașe clasa muncitoare a orașului, dar și datorită asimilării unora dintre germani. Minoritatea germană și cea evreiască vorbitoare de limbă germană a continuat să locuiască, in principal, în cartierele vechi, centrale ale orașului, în vreme ce cehii reprezentau majoritatea absolută în noile cartiere muncitorești. Din 1939, odată cu ocuparea Cehoslovaciei de către Germania Nazistă, evreii din Praga au fost exterminați in timpul Holocaustului sau au fugit din țară. Cei mai mulți evrei supraviețuitori ai războiului, din Praga și din restul țării, au emigrat, în timpul comunismului, în mai multe valuri succesive determinate de preluarea puterii de către comuniști, înființarea statului Israel și înăbușirea Primăverii de la Praga de către Uniunea Sovietică și aliații ei. La sfârșitul secolului trecut, comunitatea evreiască din Praga număra aproximativ 800 de membri, iar in 2006 aproximativ 1.600 praghezi s-au declarat ca fiind evrei.
În timpul ocupației naziste, Praga a fost unul dintre puținele orașe europene nerăvășite de bombardamentele aeriene, dar locuitorii capitalei au fost persecutați și oprimați de naziști. Politicieni sau intelectuali cehi, așa cum a fost fostul prim-ministru Alois Eliáš, au fost uciși sau închiși cu sprijinul informatorilor germani și al colaboraționiștilor cehi.
Insurecția din Praga a fost declanșată pe 5 mai 1945, când rezistență cehă, cu sprijinul temporar al unor unități ale Armatei Ruse de Eliberare (RAO), aflate, în mod formal, în serviciul Waffen SS, profitând de înaintarea unităților sovietice și americane, s-au ridicat la luptă împotriva ocupantului nazist. Armata a III-a Americană de sub comanda generalului Patton se afla la Pilsen, la numai câteva ore distanță de Praga, în timp ce trupele Armatei Roșii de sub comanda mareșalului Konev traversau în forță granițele Moraviei. Generalul Patton era dispus să declanșeze atacul pentru eliberarea Pragăi, dar a fost împiedicat să-și ducă la îndeplinire planurile de generalul D. Eisenhower. Generalul Eisenhower ceruse permisiunea Marelui Stat Major Sovietic ca americanii să declanșeze atacul, dar a fost refuzat. O înțelegere prealabilă de la Yalta prevedea ca Boemia să fie eliberată de sovietici. În cele din urmă, la 9 mai 1945, după capitularea oficială a Germaniei Naziste, sovieticii au luat cu asalt Praga. Doar la 12 mai au încetat definitiv luptele în Cehia. Ocupația germană a cauzat - după unele surse - moartea a 270.000 de cehoslovaci, între care peste 77.000 de evrei cehoslovaci, ale căror nume sunt înscrise pe pereții sinagogii Pinkas din Praga.
Etnicii germani din Praga (și din restul Cehoslovaciei, de altfel) ori au fugit, ori au fost strămutați în cursul lunilor care au urmat eliberării capitalei. În timpul transferării forțate a germanilor au avut loc violențe locale cu un număr necunoscut de victime din rândul strămutaților.
După război, Praga a redevenit capitala Cehoslovaciei. La început, mulți cehi aveau sentimente de recunoștință față de soldații sovietici eliberatori. Deși Armata Roșie a părăsit în câteva luni de la terminarea războiului Cehoslovacia, țara a rămas sub controlul strict politic al Uniunii Sovietice. În februarie 1948, o lovitură de stat comunistă a asigurat preluarea puterii de aliații politici ai sovieticilor.
Viața intelectuală liberală pragheză a suferit sub regimul totalitarist, în ciuda unor eforturi notabile ale noilor autorități pentru renovarea monumentelor avariate de luptele celui de-al Doilea Război Mondial, ca și de sprijinire a culturii de masă. Scriitorii cehoslovaci, la cel de-al patrulea congres al breslei ținut la Praga, în 1967, au luat o poziție foarte critică la adresa regimului. Ei l-au provocat pe noul Secretar General al comuniștilor cehoslovaci, Alexander Dubček, să proclame un nou curs al politicii interne. Astfel a început scurta perioadă a "socialismului cu față umană". Noua politică cehoslovacă, cunoscută cu numele de "Primăvara de la Praga", urmărea reformarea democratică a instituțiilor statului comunist. Uniunea Sovietică și aliații săi din Pactul de la Varșovia, cu excepția notabilă a României, au reacționat violent în august 1968, ocupând militar țara și oprind cursul reformelor.
În 1989, după căderea Zidului Berlinului și victoria Revoluției de catifea, Cehoslovacia s-a eliberat în cele din urmă de influențele comuniste și sovietice, iar Praga a înflorit încă o dată în condițiile noilor realități economice și sociale din țară. În 1993, după dizolvarea pașnică a federației cehoslovace, Praga a devenit capitala noului stat Republica Cehă. Praga este capitala a două unități administrative ale Cehiei: Pražský kraj – Regiunea Praga și Středočeský kraj – Regiunea Boemia Centrală. Cu toate acestea, Praga nu face parte, din punct de vedere geografic, din Regiunea Boemia Centrală.

### Momente importante ale istoriei Pragăi
- 870  fondarea Castelului Praga
- 1085 Praga devine capitala primului rege ceh Vratislaus al II-lea al Boemiei
- 1344 Episcopia de Praga este ridicată la rangul de arhiepiscopie
- 1346 domnia lui Carol al IV-lea – Praga devine capitala Sfântului Imperiu Roman
- 1348 Este fondată Universitatea din Praga - Universitatea Carolină
- 1415 Jan Hus este ars pe rug la Konstanz
- 1419 Prima defenestrație de la Praga
- 1420 Bătălia de la Muntele Vítkov – victoria husiților împotriva cruciaților
- 1583 Domnia lui Rudolf al II-lea – Praga este pentru a doua oară capitala Sfântului Imperiu Roman și devine centrul cultural al Europei
- 1618 A doua defenestrație de la Praga declanșează războiul de treizeci de ani
- 1621 27 de cehi protestanți – nobili, cavaleri și burghezi au fost executați în Piața Orașului Vechi după Bătălia de la Muntele Alb
- 1648 Malul de vest al Vltavei și cartierele occidentale ale Pragăi, inclusiv Castelul Praga, au fost ocupate și jefuite de armatele suedeze
- 1741 Ocupația franco-bavareză a orașului
- 1744 Ocupația prusacă a orașului
- 1848 Insurecția revoluționară este zdrobită de armatele imperiale austriece
- 1918 Praga devine capitala Cehoslovaciei după Primul Război Mondial
- 1922 Este creată Marea Pragă, prin unificarea Pragăi cu suburbiile sale și cu orășelele învecinate
- 1938 După ceea ce este numită „trădarea occidentală”, adică München, semnat de Franța, Regatul Unit și Germania Nazistă, la 30 septembrie 1938, Germania hitleristă a ocupat regiunea sudetă (Sudetenland) iar, apoi, în martie 1939, întreaga țară
- 1942 Parașutiștii cehoslovaci l-au ucis pe Reinhard Heydrich, iar naziștii au răspuns cu un val de teroare
- 1945 Forțele Aeriene ale SUA au bombardat Praga , ucigând, din greșeală, sute de orășeni. (Ținta fusese, de fapt, Dresda, la 134 km distanță).
- 1945 A izbucnit insurecția din Praga împotriva forțelor Germaniei Naziste, în ultimele zile ale celui de-al Doilea Război Mondial, care s-a încheiat cu alungarea ocupanților și, în final, cu înfrângerea lor odată cu sosirea Armatei Roșii. A urmat expulzarea etnicilor germani
- 1948 Preluarea puterii de către comuniști
- 1968 Primăvara de la Praga a fost înăbușită de trupele sovietice
- 1989 Praga este centrul principal al Revoluției de catifea, mișcare populară care a marcat prăbușirea regimului comunist
- 1993 Praga devine capitala noului stat independent Republica Cehă

Cele patru așezări independente care se aflau în zona Pragăi au fost proclamate un singur oraș în 1784. Cele patru erau Hradčany, Malá Strana, Staré Město și Nové Město. Orașul s-a extins, în continuare, prin anexarea cartierului evreiesc Josefov, în 1850, și a Vyšehradului, în 1883, iar la începutul anului 1922, alte 37 de municipalități au fost încorporate în oraș, crescând populația orașului la 676.000 de locuitori. În 1938, populația orașului ajunsese la un milion de locuitori.

## Impărțire administrativă

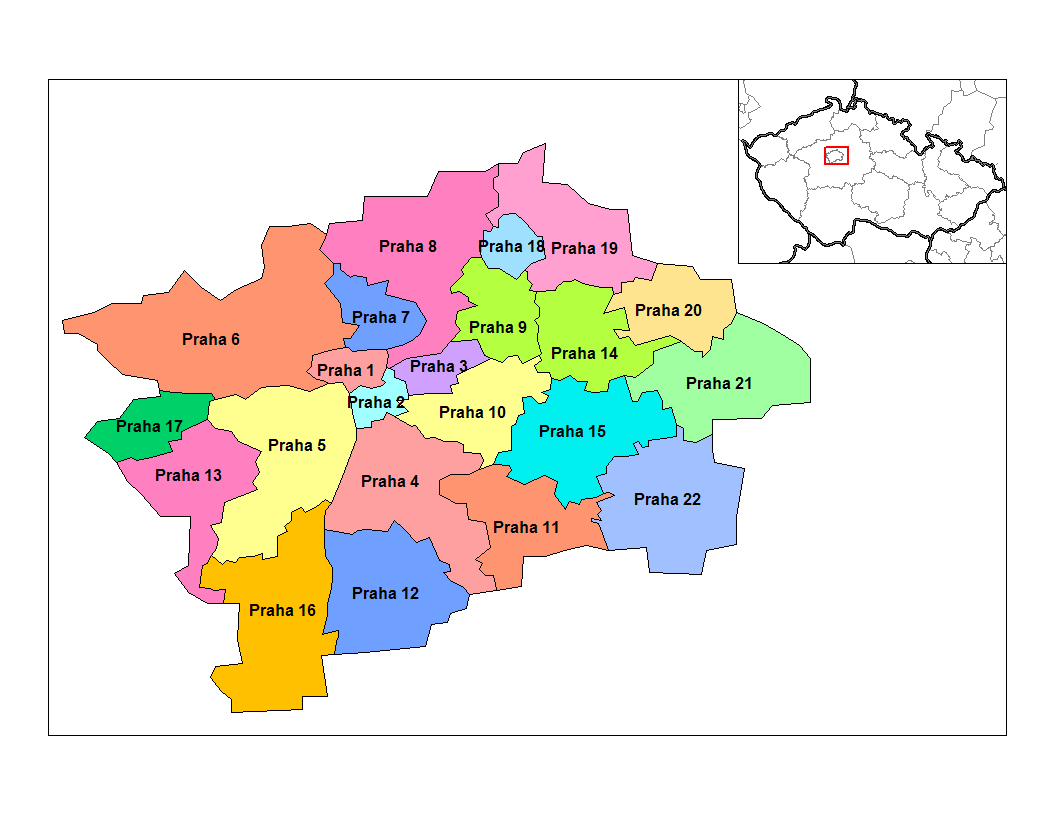
Districtele din Praga

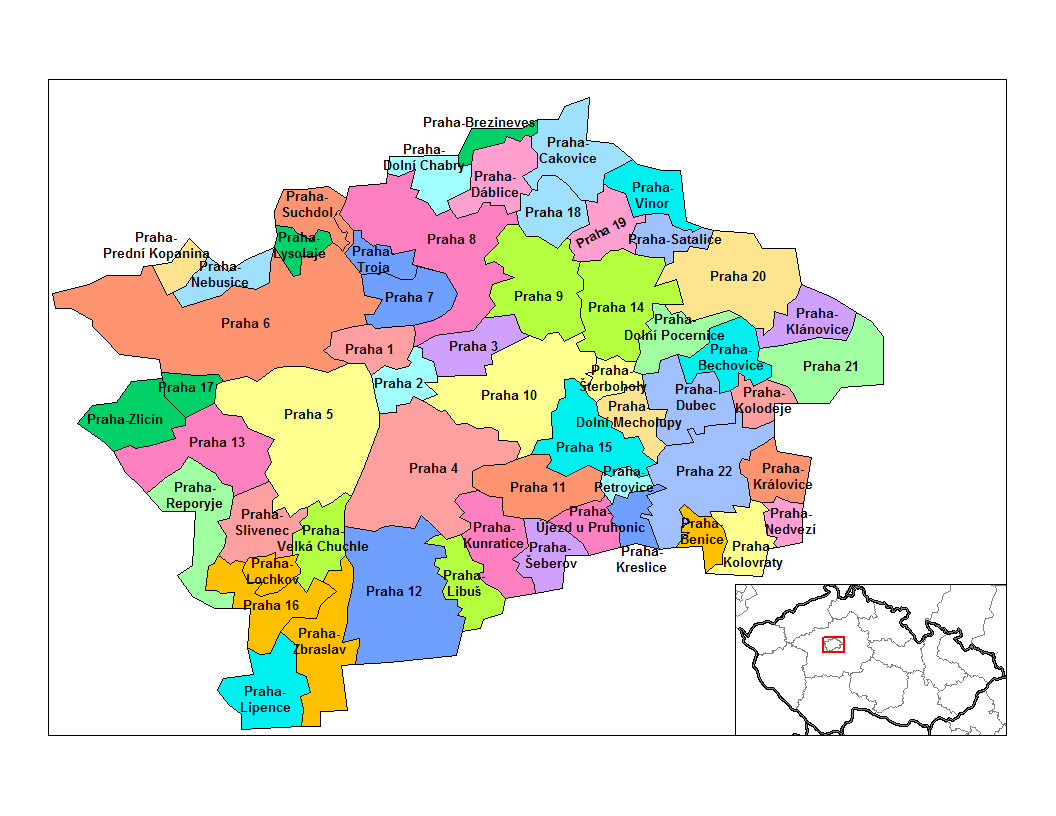
Praga Sectoare

- Praga 1 (Staré Město, Josefov, Malá Strana, parțial Hradčany, Nové Město)
- Praga 2 (Nové Město, Vinohrady)
- Praga 3 (Žižkov)
- Praga 4 (Kunratice, Modřany)
- Praga 5 (Slivenec, Smíchov,)
- Praga 6 (Ruzyně, Liboc, Veleslavín, Vokovice, Dejvice, Střešovice, parțial Břevnov, Sedlec, Bubeneč și Hradčany)
- Praga 7 (Troja, Holešovice)
- Praga 8 (Březiněves, Ďáblice, Dolní Chabry, Horní Chabry)
- Praga 9 (Prosek, Vysočany)
- Praga 10 (Hostivař, Strašnice, Vršovice)
- Praga 11 (Křeslice, Šeberov, Újezd, Chodov, Háje)
- Praga 12 (Libuš, Modřany)
- Praga 13 (Řeporyje, Stodůlky, Butovice)
- Praga 14 (Dolní Počernice, Černý most, Hloubětín, Satalice)
- Praga 15 (Dolní Měcholupy, Dubeč, Petrovice, Štěrboholy)
- Praga 16 (Radotín, Lipence, Lochkov, Velká Chuchle, Zbraslav)
- Praga 17 (Řepy, Zličín)
- Praga 18 (Letňany)
- Praga 19 (Kbely, Čakovice, Satalice, Vinoř)
- Praga 20 (Horní Počernice)
- Praga 21 (Újezd nad Lesy, Běchovice, Klánovice, Koloděje)
- Praga 22 (Uhříněves, Benice, Kolovraty, Královice, Nedvězí)

## Locuri de interes turistic
De la căderea Cortinei de Fier, Praga a devenit unul dintre cele mai populare destinații turistice din Europa și din lume. Praga este pe locul al șaselea în topul celor mai vizitate orașe europene după Londra, Paris, Roma, Madrid și Berlin.
Printre locurile de mare interes turistic în Praga se numără:

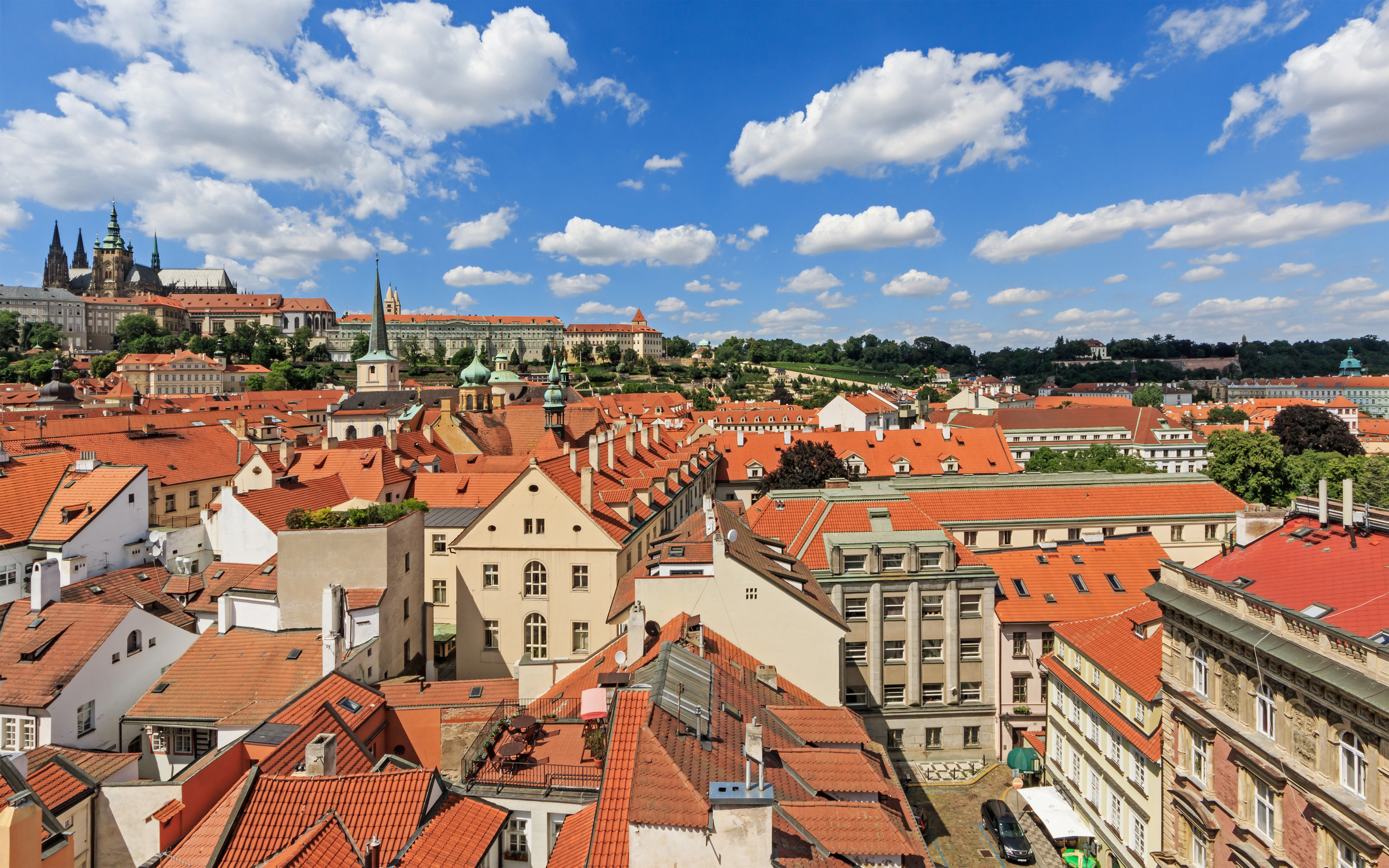
Malá Strana

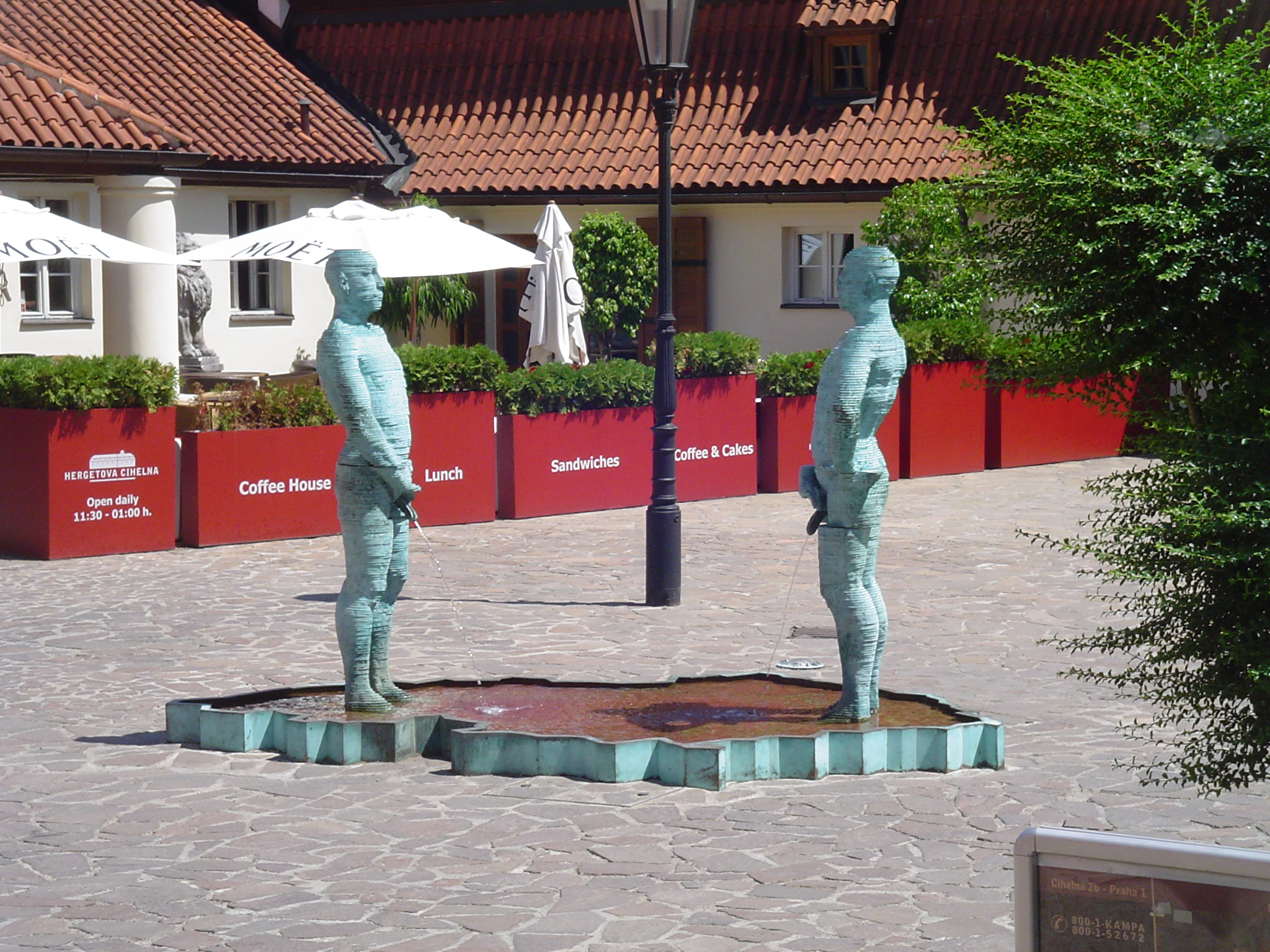
Intrarea în muzeul Franz Kafka

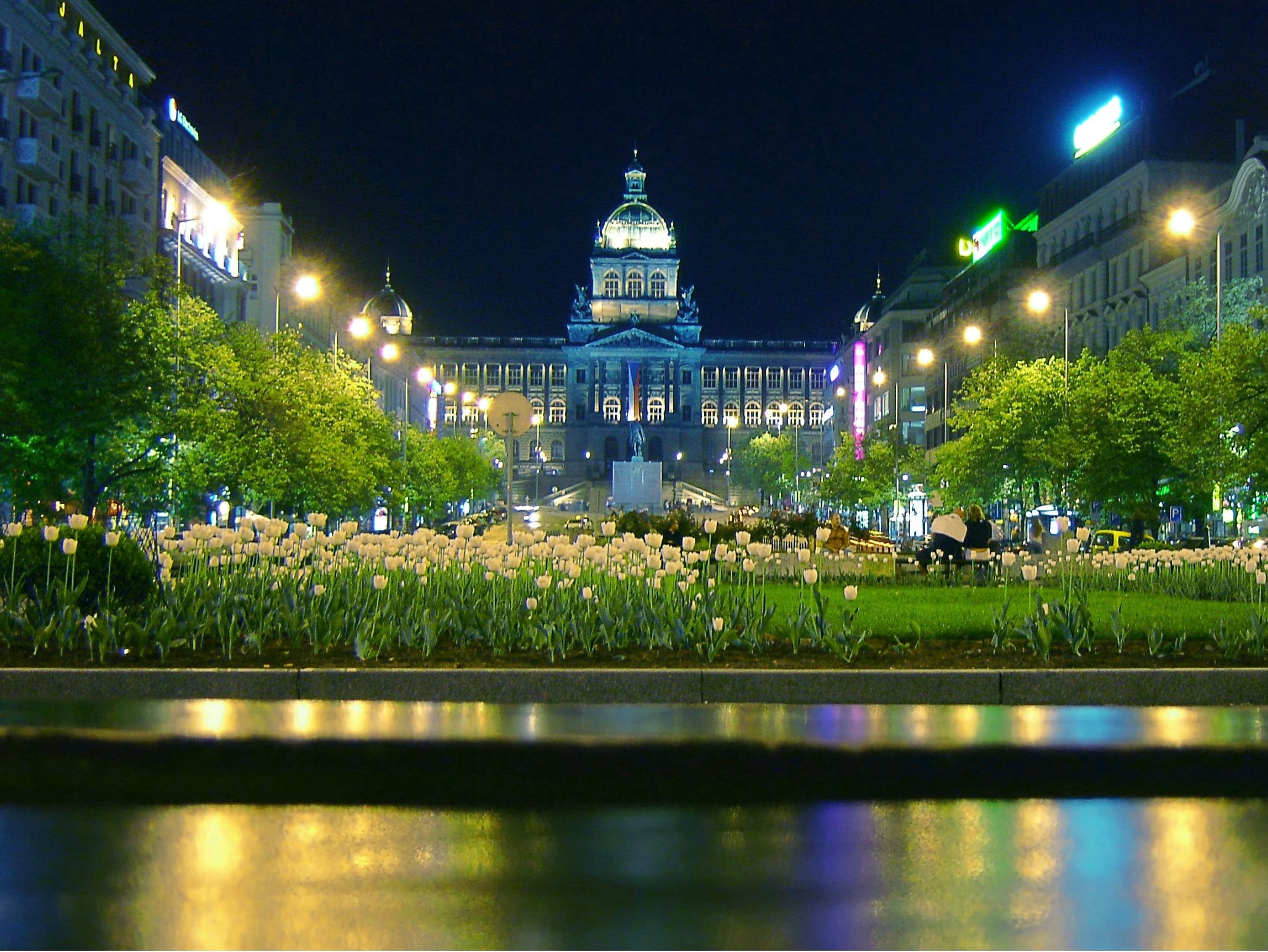
Piața Venceslau și Muzeul Național noaptea.

- Orașul Vechi (Staré Město) și Piața Orașului Vechi
- Ceasul Astronomic
- Podul Carol
- Orașul Nou (Nové Město) și Piața Venceslau
- Biserica Sfântul Nicolae din Malá Strana
- Castelul Praga și Catedrala Sfântul Vit
- Vechiul cartier evreiesc Josefov
- Dealul Lennon
- Vinohrady
- Muzeul Operațiunea Anthropoid (asasinarea lui Heydrich) din cripta Bisericii Sfinții Chiril și Metodie
- Muzeul Național
- Castelul Vyšehrad
- Petřínská rozhledna, o copie la scara 1:5 a Turnului Eiffel
- Turnul de televiziune Žižkov
- Cimitirul evreiesc din Olšany și mormântul lui Franz Kafka
- Metronomul din Praga

Praga este cunoscută și admirată pentru o colecție întreagă de ceasuri cu cadran montate pe cele mai frumoase edificii din oraș. Vezi, de exemplu: , 

## Cultura
Praga este un important centru cultural european, fiind gazdă a numeroase evenimente culturale. În Praga își au sediul câteva instituții de cultură cehe:
- Teatrul Național
- Rudolfinum, sediul Orchestrei Filarmonice Cehe
- Opera de Stat
- Muzeul Național
- Muzeul Náprstek
- Biblioteca Națională

În oraș există sute de săli de concert, galerii de artă, cinematografe și cluburi de muzică. Praga este gazda mai multor festivaluri de film, de muzică, întâlniri ale scriitorilor, sute de vernisaje și de prezentări de modă.

## Economia

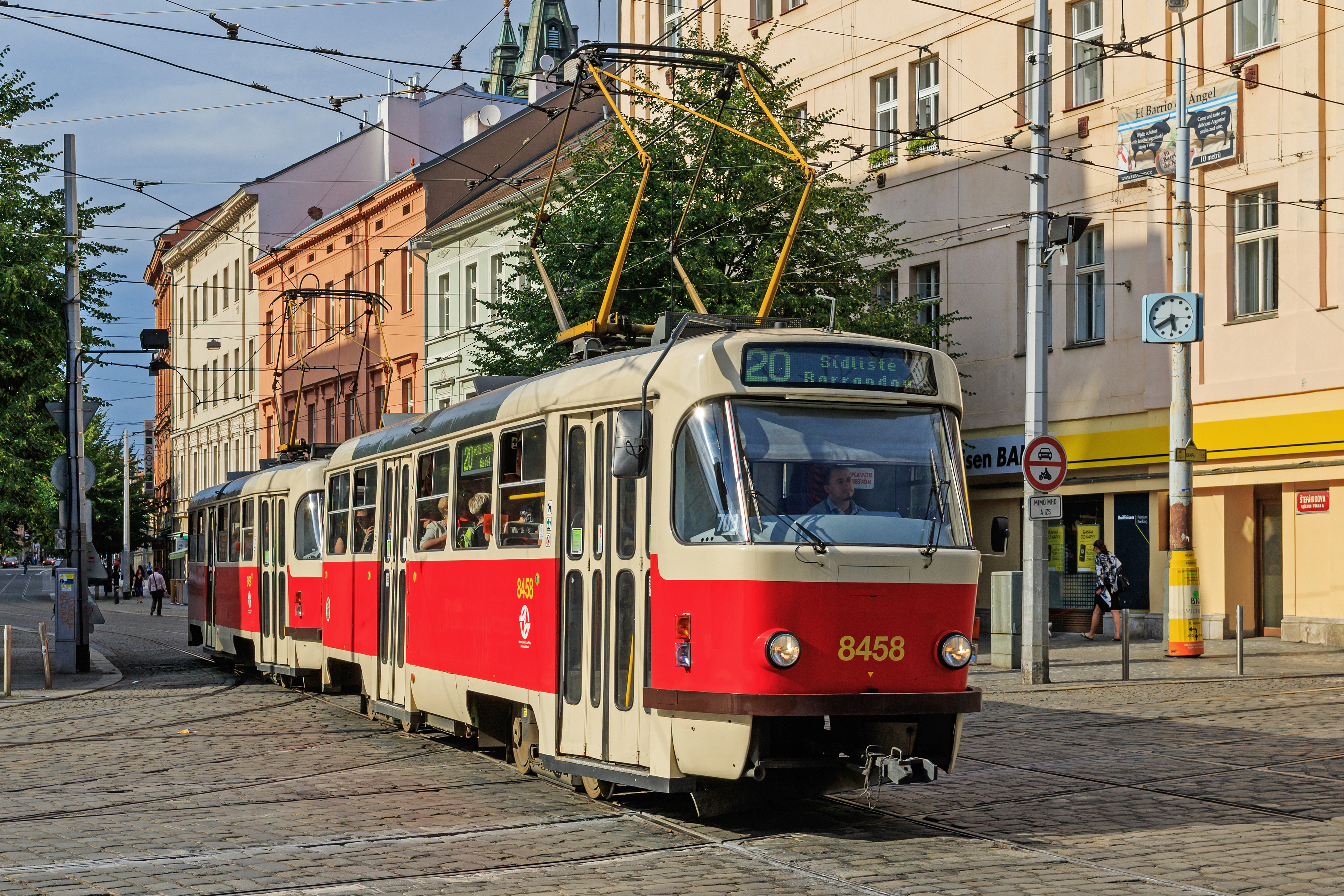
Tramvaiul 20

Produsul intern brut/cap de locuitor al capitalei este de aproape două ori mai mare decât media pe Republica Cehă, adică 33.784 € (puterea de standard de cumpărare) în 2004, care este 157,1% față de media pe Uniunea Europeană, ceea ce plasează Praga printre cele mai bogate 12 regiuni ale UE. În plus, nivelul prețurilor este mult mai scăzut decât în alte orașe.
În Praga și-au stabilit cartierele generale europene mai multe companii internaționale.
Din ultimul deceniu al secolului trecut, Praga a devenit o locație importantă pentru companiile internaționale sau hollywoodiene producătoare de film. Spre deosebire de alte orașe europene, Praga nu a suferit mari distrugeri în timpul celui de-al Doilea Război Mondial, orașul fiind folosit ca decor pentru diferite scene din orașe interbelice precum Amsterdamul ori Londra.  Arhivat în 31 octombrie 2007, la Wayback Machine. Combinația dintre arhitectura interesantă, prețurile scăzute, scutiri de impozite și o infrastructură preexistentă pentru arta cinematografică s-a dovedit extrem de atractivă pentru companiile producătoare de film.

## Colegii și universități

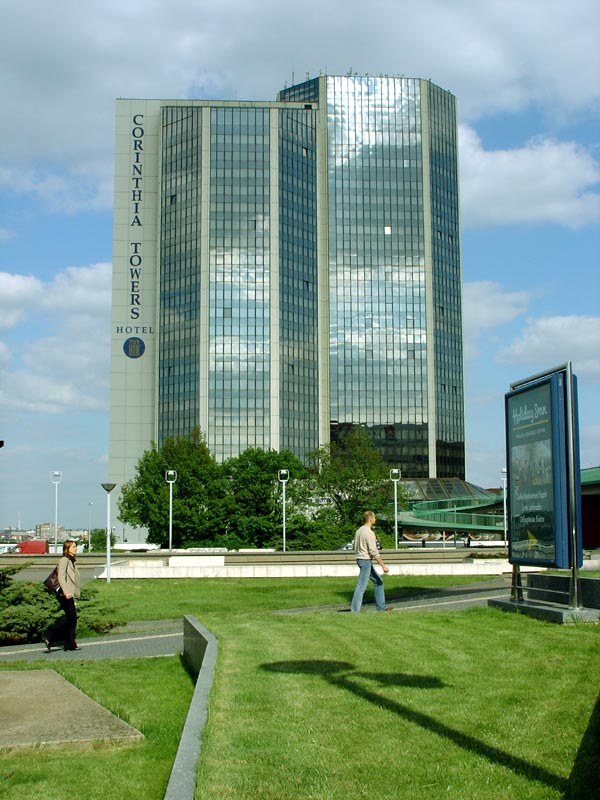
Zgârie nori din Praga.

În oraș își au sediul mai multe universități și colegii, inclusiv cea mai veche universitate din Europa Centrală și Răsăriteană.
- Universitatea Carolină (Karolinska), fondată 1348
- Universitatea Tehnică Cehă (ČVUT), fondată în 1707
- Academia de Arte Frumoase (AVU), fondată în 1800
- Academia de Arte, Arhitectură și Design (VŠUP), fondată în 1885
- Institutul de Tehnologie Chimică (VŠCHT), fondată în 1920
- Academia de Artă Dramatică (AMU), fondată în 1945
- Universitatea Cehă de Agricultură (ČZU), fondată în 1906/1952
- Universitatea Economică (VŠE), fondată în 1953
- Institutul Teoriei Informaționale și de Automatizare (UTIA), fondată în 1959
- Universitatea New York – filiala din Praga (UNYP), fondată în 1998[6]
- CERGE-EI, fondată în 1991[7]

## Transportul

### Sistemul integrat de transport
Infrastructura publică de transport este formată dintr-un sistem integrat de metrou cu trei linii și 54 de stații, tramvaie (inclusiv "tramvaiul nostalgic" nr. 91), autobuze , un funicular spre dealul Petřín și un telescaun la Grădina Zoologică din Praga. Toate serviciile de transport au un sistem comun de plată și sunt parte a Dopravní podnik hl. m. Prahy (Compania de transport a orașului capitală Praga).

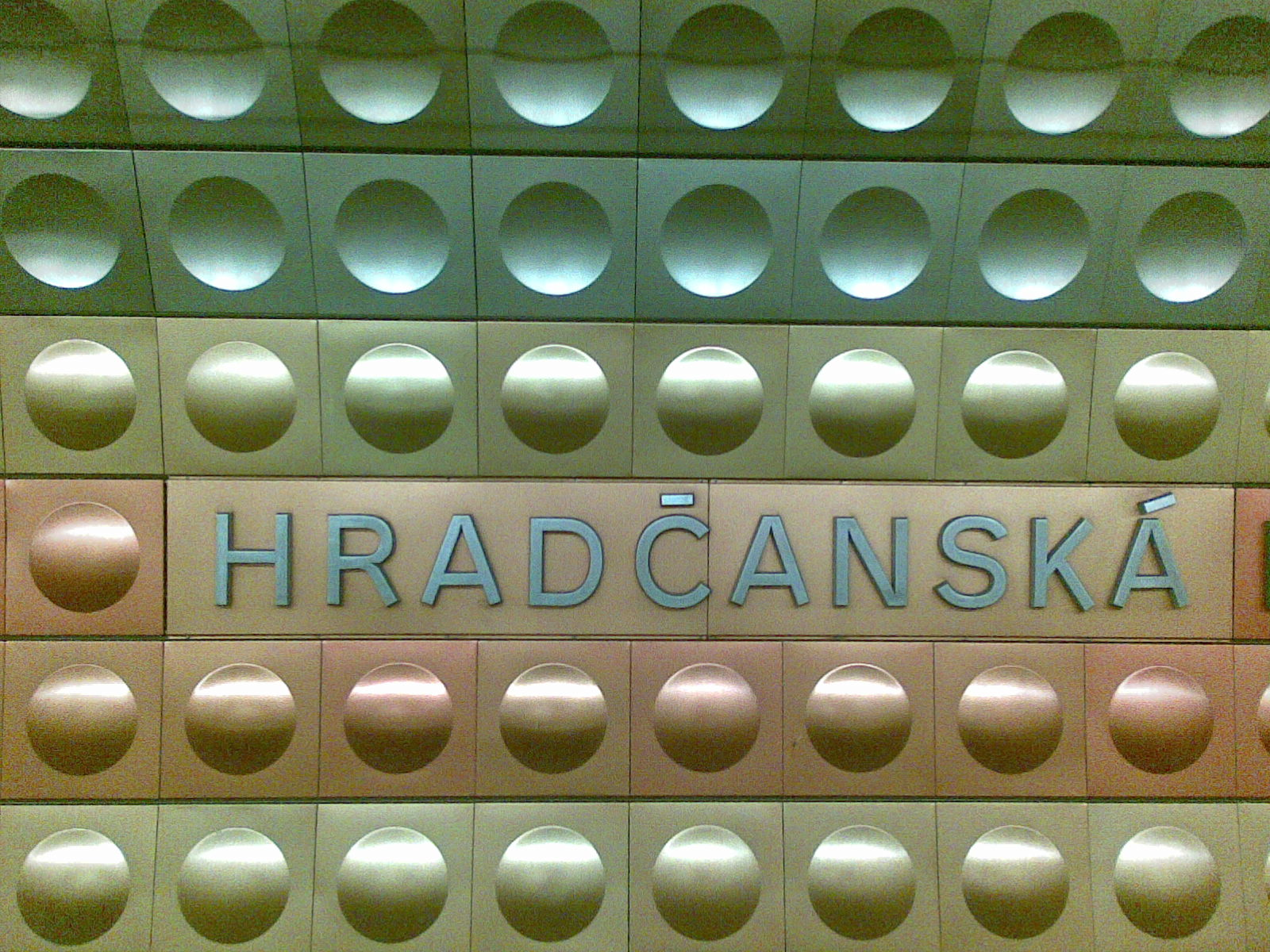
Stație Metrou

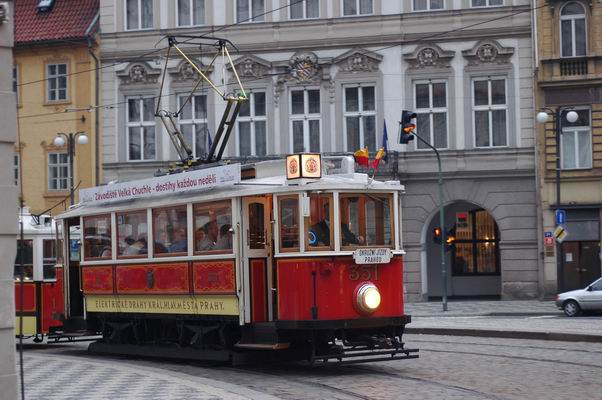
"Tramvaiul nostalgic" nr. 91 traversează centrul orașului

### Calea ferată
Orașul este centrul sistemului de căi ferate cehe, care deservește întreaga Republică Cehă și țările vecine, printre altele către cele mai mari orașe din Europa, de ex. Zürich, Viena, Bratislava, Cracovia și Gdynia.
Praga are două stații internaționale de cale ferată: Hlavní nádraží (numită uneori și Wilsonovo nádraží) și Praha Holešovice. Există un număr de stații pentru transportul suburban. Pentru viitor este prevăzută o creștere a importanței transportului pe calea ferată în capitală.
Principala gară internațională din Praga este Hlavní nádraží, servicii feroviare sunt disponibile și din alte gări principali: Masarykovo nádraží, Holešovice și Smíchov, pe lângă stațiile suburbane. Serviciile feroviare de navetiști operează sub numele de Esko Praha, care face parte din PID (Prague Integrated Transport).

### Transportul aerian
Orașul este deservit de Aeroportul Václav Havel Praga, mai demult Praga-Ruzyně, care este aeroportul-sediu al Liniilor Aeriene Cehe. Orașul este legat de diferite orașe europene prin linii aeriene low-cost. Aeroportul Václav Havel este unul din cele mai moderne aeroporturi din Europa.

### Taxiuri
Serviciile de taxi din Praga sunt împărțite în trei sectoare: companiile mari de transport, transport prin maxi-taxi și taximetriști independenți.

## Sportul
În Praga se află mai multe stadioane și sediile unor renumite cluburi sportive iar aici se desfășoară evenimente sportive de importanță națională și internațională.
- Maratonul internațional din Praga
- Sparta Praga
- Slavia Praga
- Sazka Arena
- Stadionul Strahov
- Openul de floorball de la Praga — prestige Floorball cup

## Telecomunicații

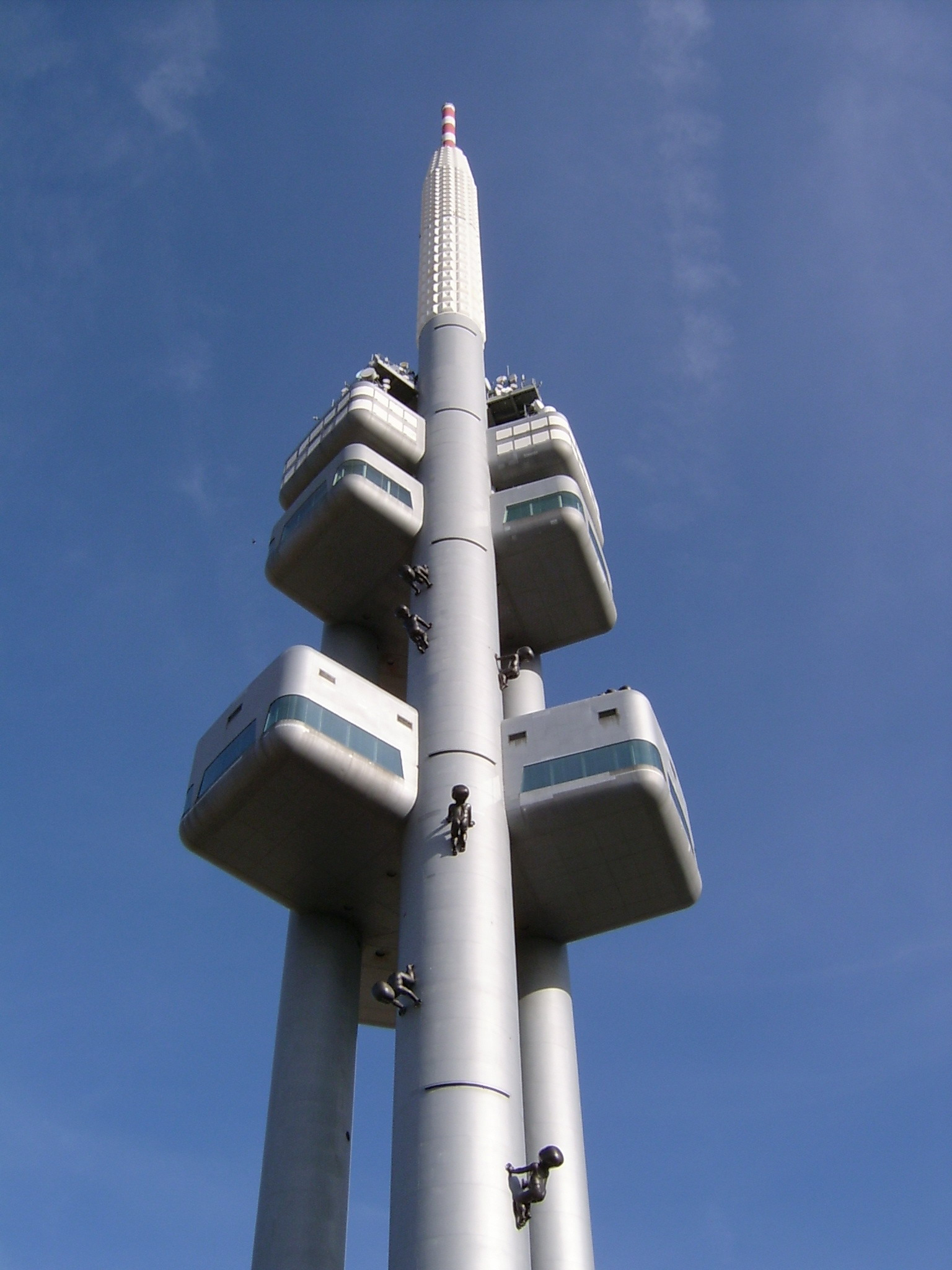
Turnul de televiziune cu "bebeluși de-a bușilea"

În Praga își au sediul mai multe organizații și instituții importante ale Cehiei și Europei Centrale.
- Președinția Republicii Cehe
- Sediile guvernului și ale Parlamentului Cehiei
- Televiziunea Cehă și diferite posturi de radio și TV
- Radio Free Europe — Radio Liberty
- Institutul pentru Dezvoltare Globală Urbană din Praga

## Praga ca oraș al conferințelor internaționale
- Summitul NATO din 2002
- Summitul Fondului Monetar Internațional și a Băncii Mondiale din 2000
- Sesiunea Comitetului Olimpic Internațional din 2004
- Adunarea Generală a Uniunii Astronomice Internaționale din 2006
- IETF 68, martie 2007

## Personalități legate de Praga
- Tycho Brahe
- Carol al IV-lea al Sfântului Imperiu Roman
- Christian Doppler
- Rudolf al II-lea al Sfântului Imperiu Roman
- Jaroslav Heyrovský
- Jan Hus
- Bohumil Hrabal
- Rainer Maria Rilke
- Franz Kafka
- Johannes Kepler
- Johann Marcus Marci
- Ernst Mach
- Wolfgang Amadeus Mozart
- Antonín Dvořák
- Václav Havel
- Albert Einstein
- Milan Kundera
- Jaroslav Seifert
- Vincenc Strouhal
- Madeleine Albright
- Jaroslav Hašek
- Alexander Dubček
- Tomáš Garrigue Masaryk

## Evoluția populației Pragăi
| 1230 | 1370 | 1600  | 1804   | 1837   | 1850   | 1880    | 1900    | 1925    | 1950    | 1980    | 1991    | 2004      |
| ---- | ---- | ----- | ------ | ------ | ------ | ------- | ------- | ------- | ------- | ------- | ------- | --------- |
| 2011 |      | 4.000 | 40.000 | 60.000 | 90.000 | 105.500 | 118.000 | 162.000 | 201.600 | 718.300 | 931.500 | 1.182.800 |

- Înregistrările din 1230 se referă numai la Staré Město
- Înregistrările din 1370 și 1600 se referă la Staré Město, Nové Město, Malá Strana și Hradčany
- Cifrele de sub fiecare an reprezintă populația Pragăi din limetele administrative ale orașului în vremurile respective, cu populația incluzând populația suburbiilor din zilele noastre.

## Orașe înfrățite
| oficial: - Berlin, Germania din 1996 - Chicago, SUA din 1990 - Frankfurt am Main, Germania din 1990 - Hamburg, Germania din 1990 - Kyoto, Japonia din 1996 - Moscova, Rusia din 2000 - Nürnberg, Germania din 1990 - Paris, Franța din 1997 - Phoenix, SUA din 1991 - Regiunea Capitalei Bruxelles, Belgia din 2003 - Sankt Petersburg, Rusia din 1992 - Taipei, Republica Chineză din 2001 | neoficial: - Akhisar, Turcia - Birmingham, Regatul Unit - Bratislava, Slovacia - Budapesta, Ungaria - Helsinki, Finlanda - Ierusalim, Israel - Lisabona, Portugalia - Riga, Letonia - Rotterdam, Țările de Jos - Santiago de Cali, Columbia - Viena, Austria - Vilnius, Lituania |

## Orașe partenere
- Rotterdam, Olanda

## Galerie de imagini

Panorama orașului Praga

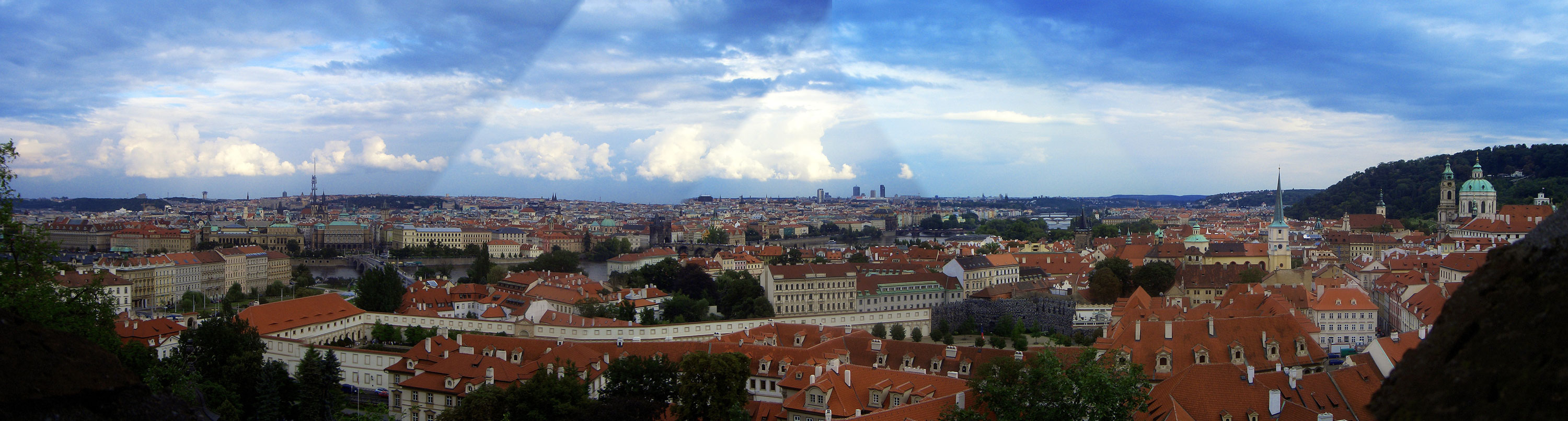
Panoramă din Cetatea Praga

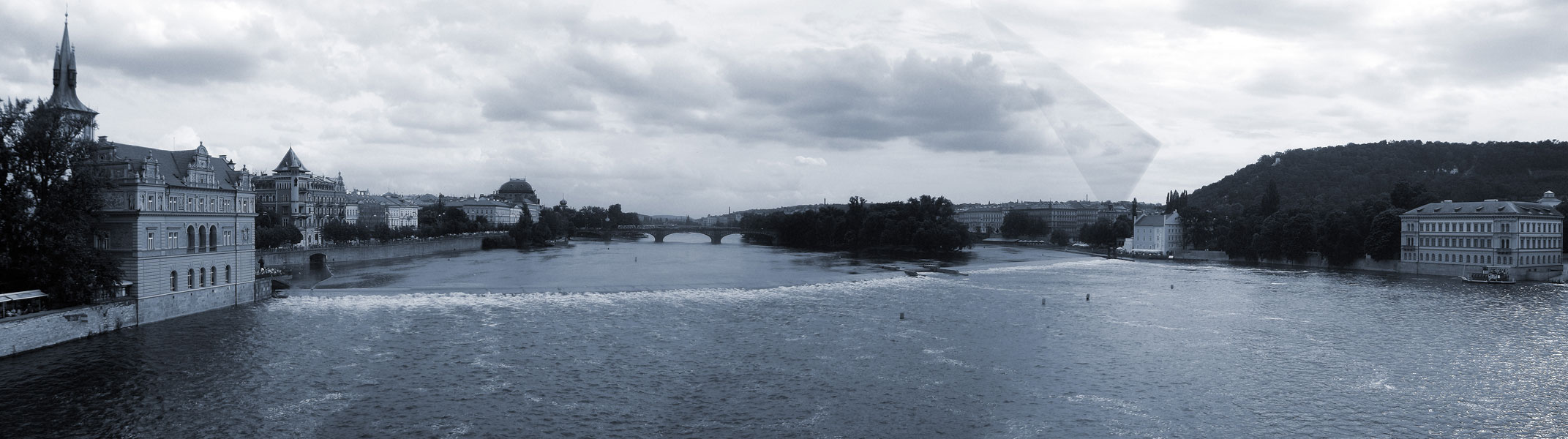
Panoramă de pe Podul Carol

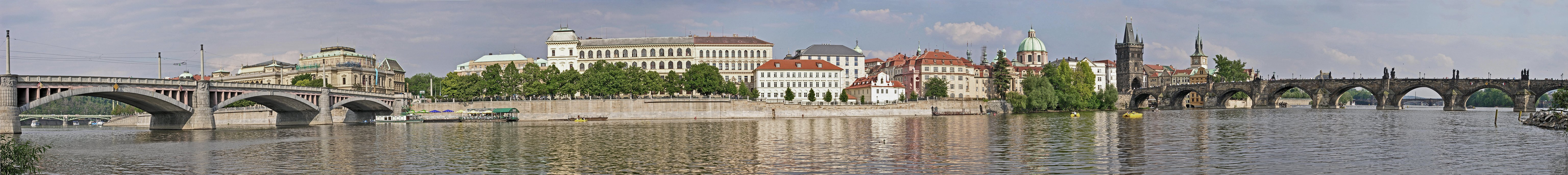
Podul Carol și Orașul Vechi

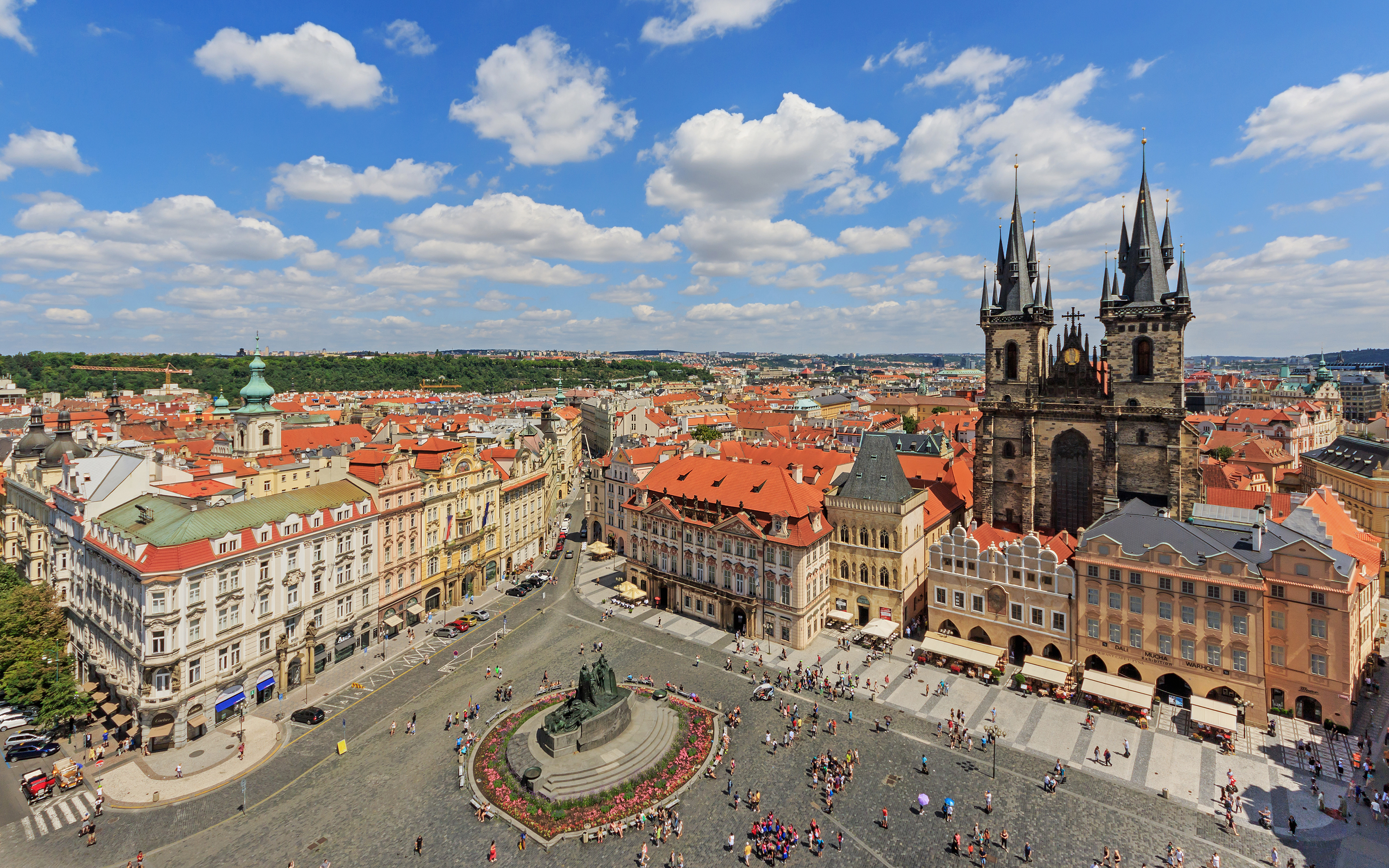
Biserica Tyn
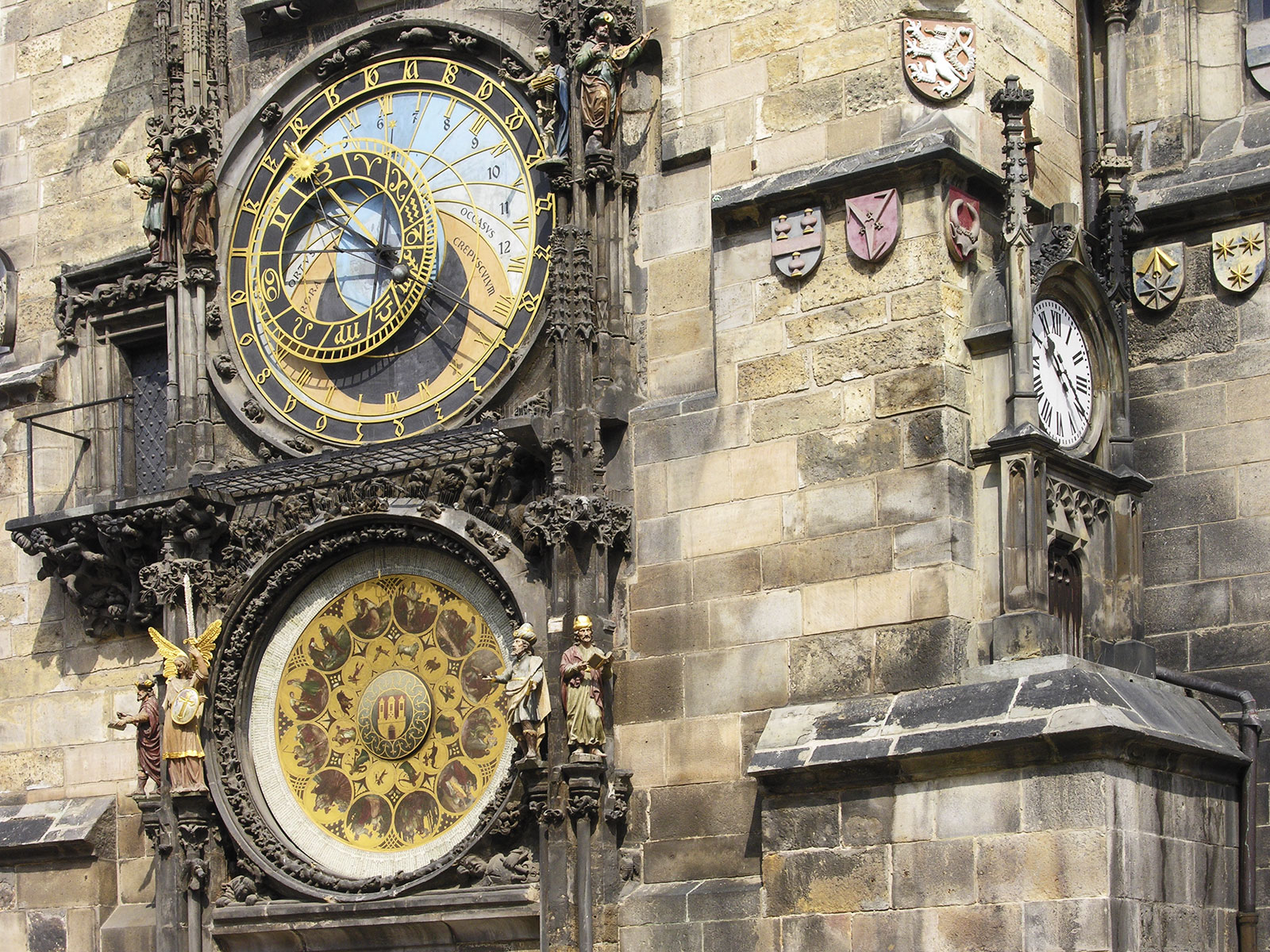
Ceasul astronomic al Primăriei Vechi
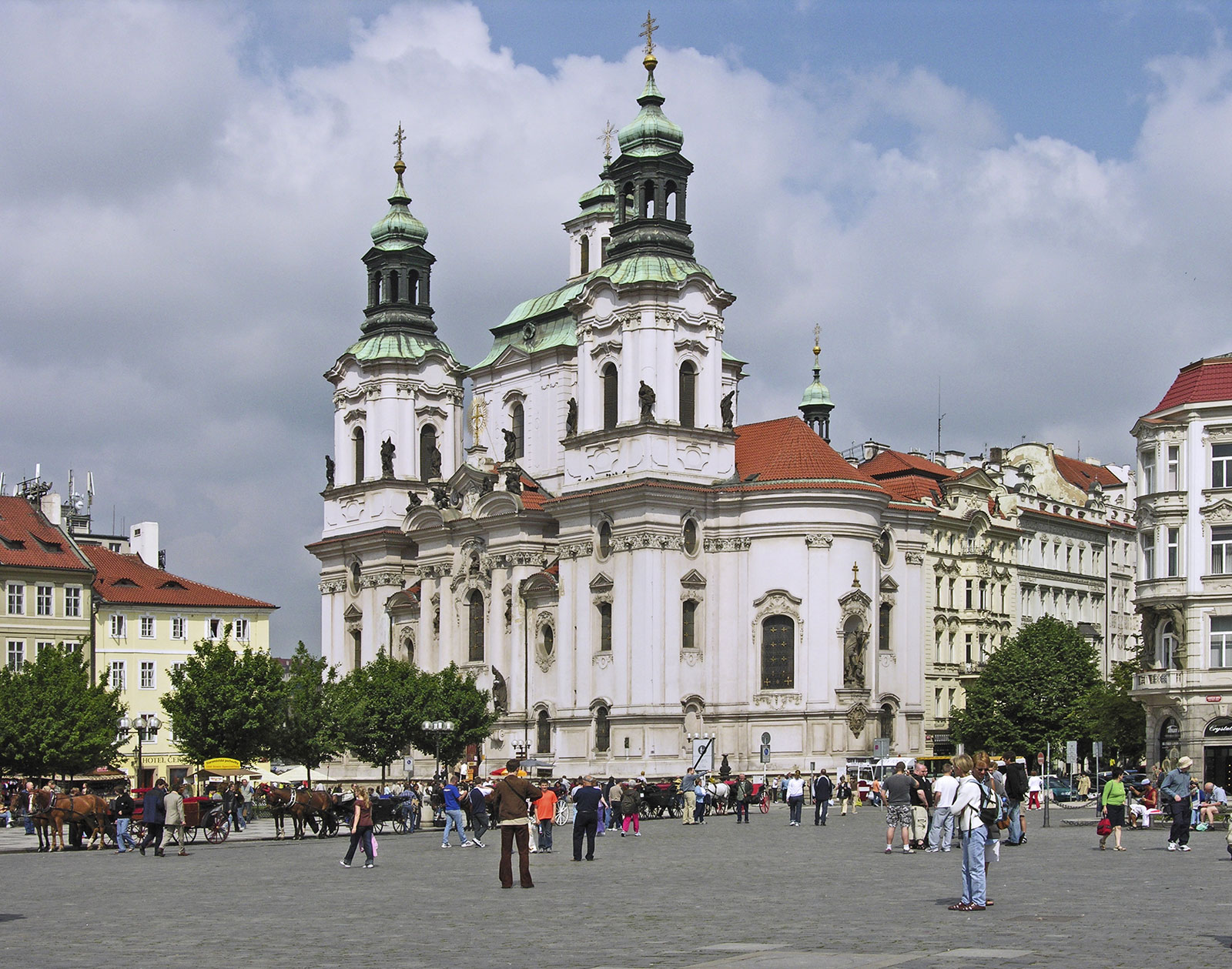
Biserica Sf. Nicolae din Orașul Vechi
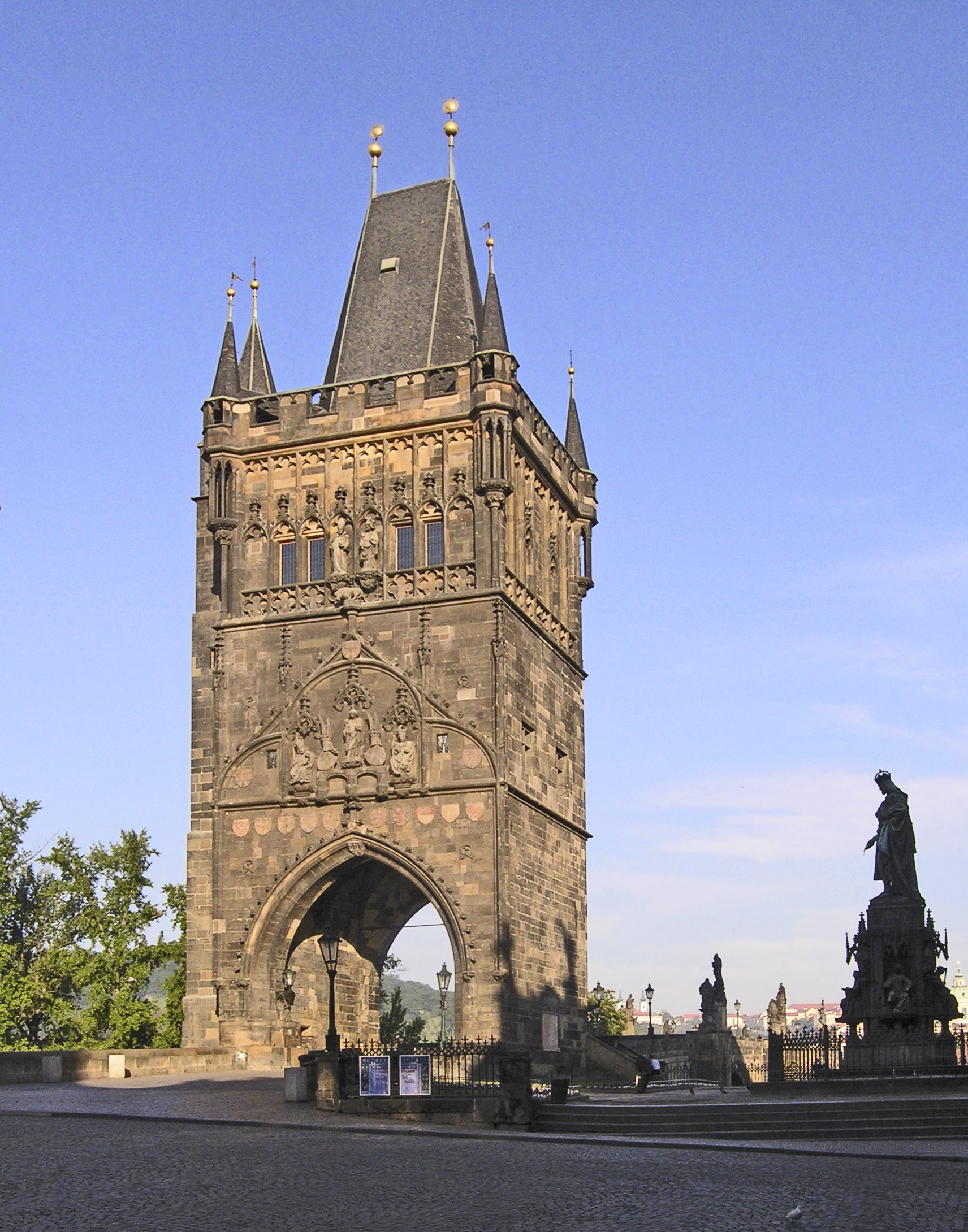
Turnul din Orașul Vechi (Staré Město) al Podului Carol
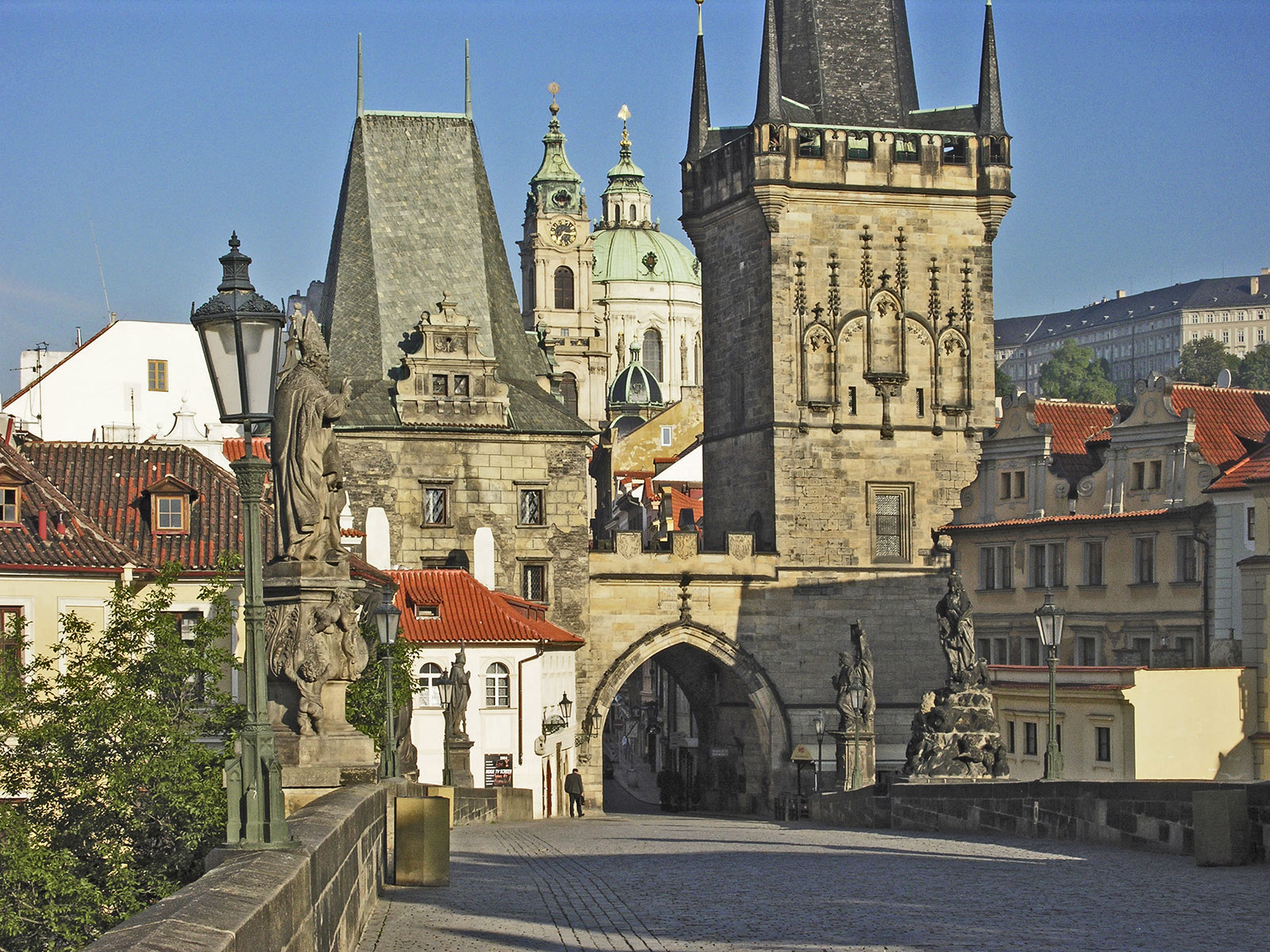
Turnurile din Malá Strana ale Podului Carol
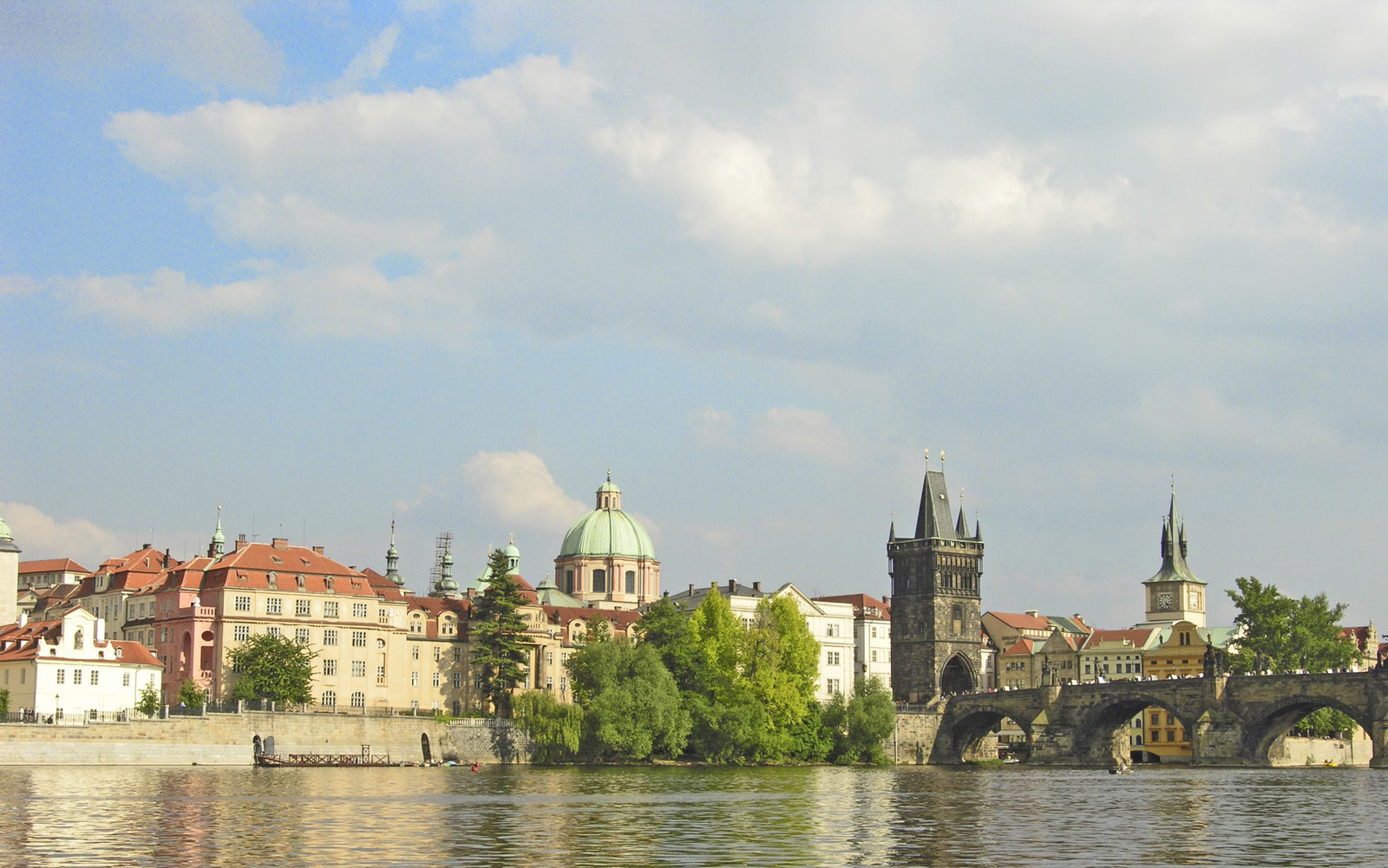
Podul Carol și malul Vltavei din Orașul Vechi
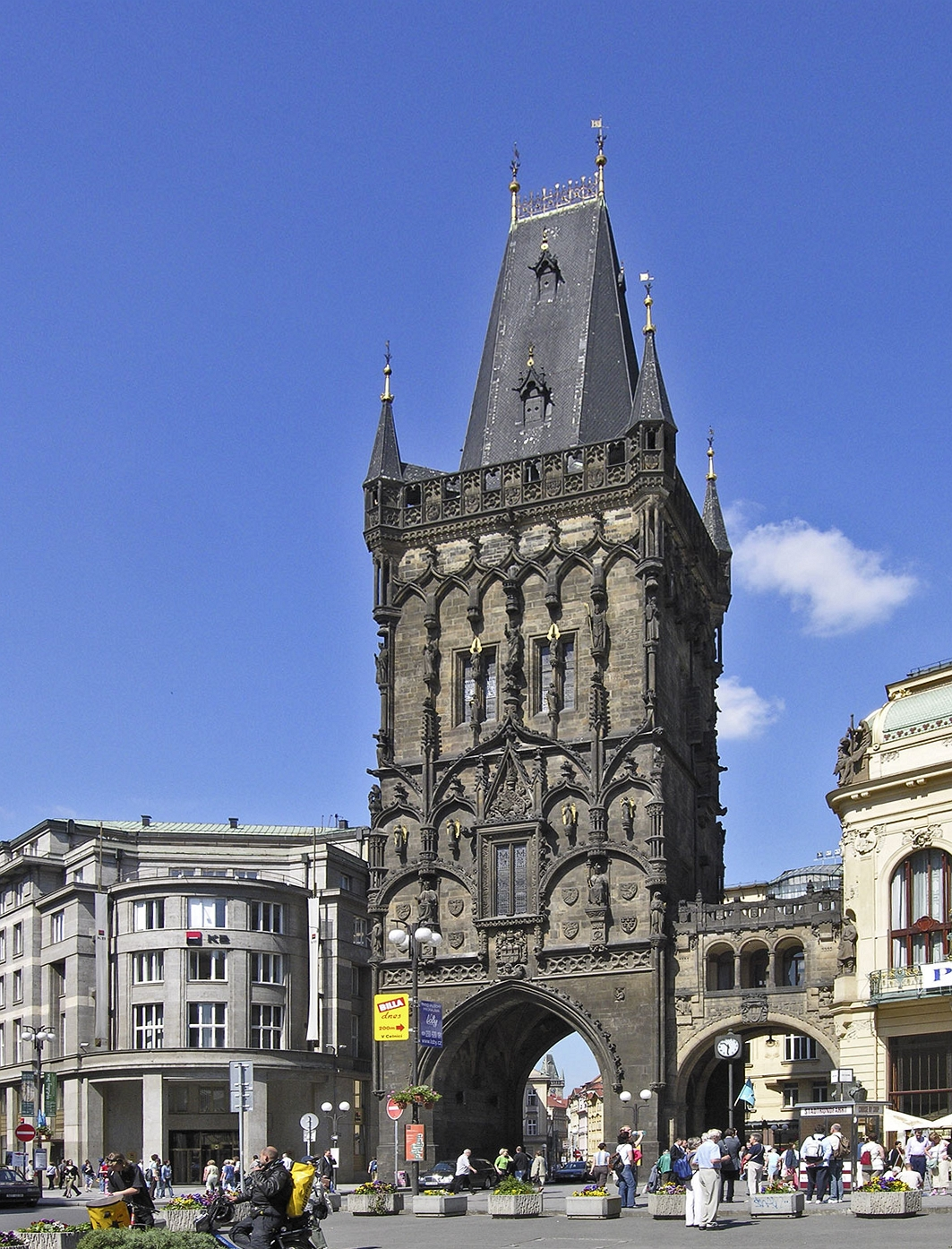
Turnul Pulberăriei din Piața Republicii
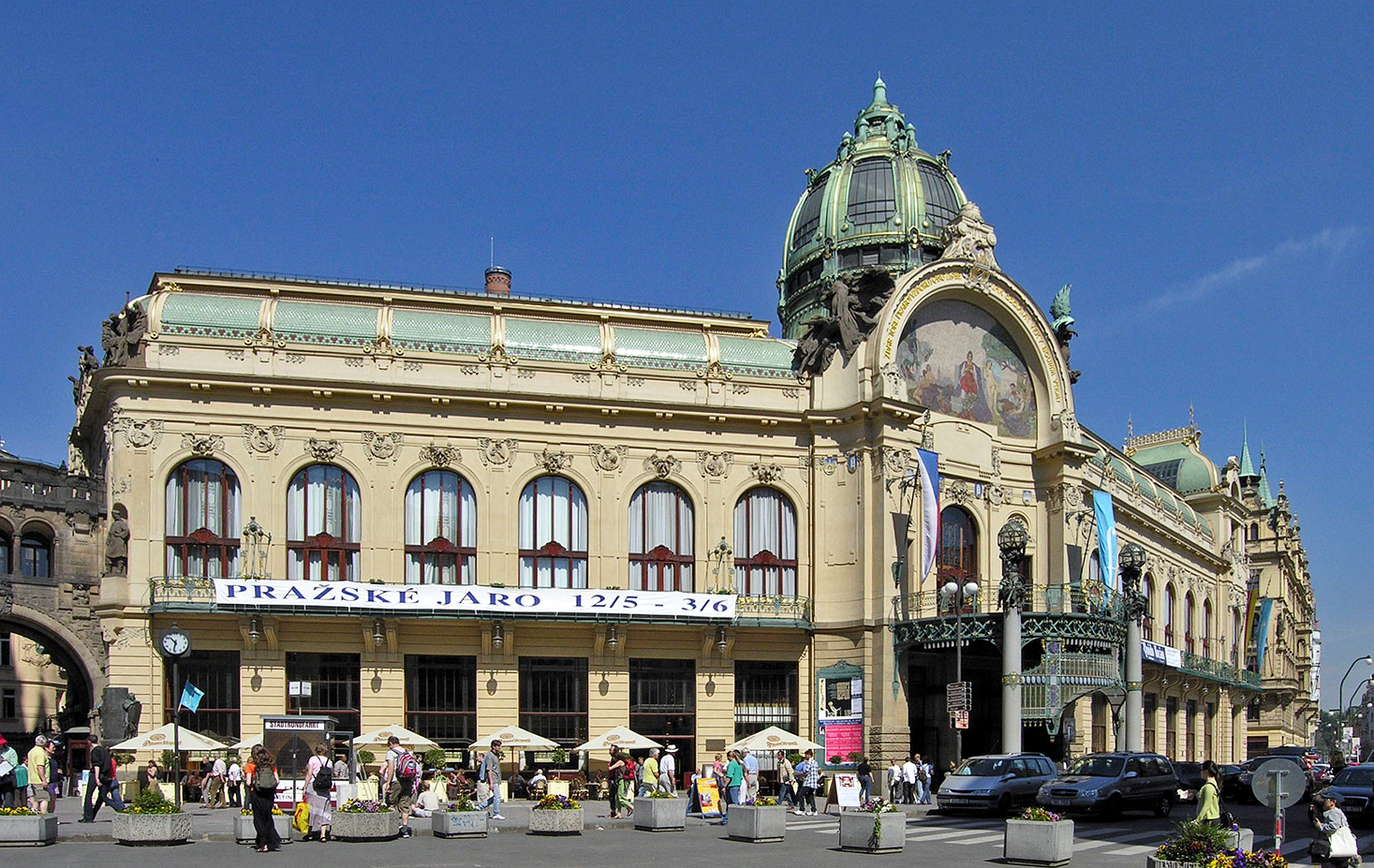
Casa Municipală din Piața Republicii
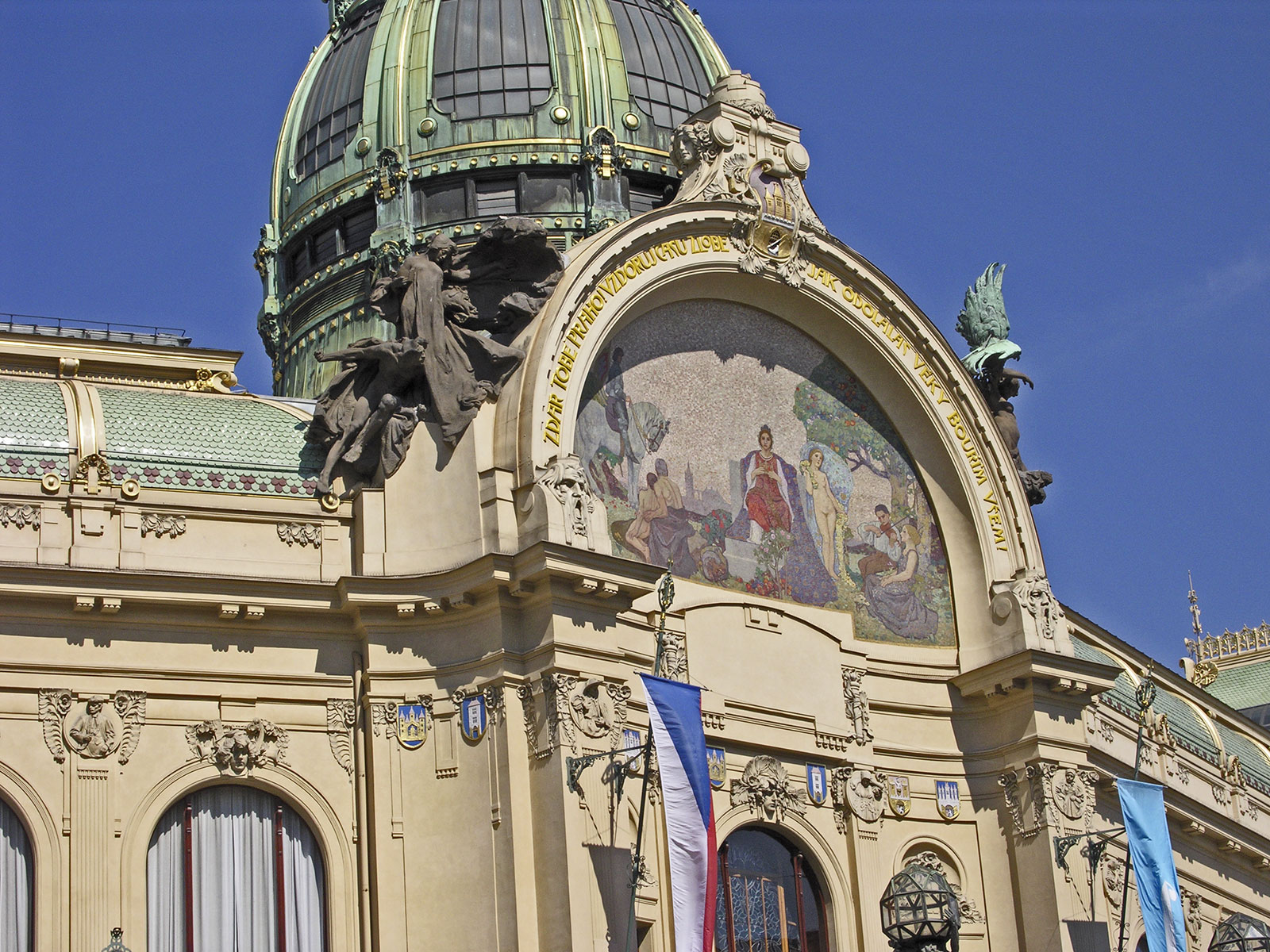
Casa Municipală
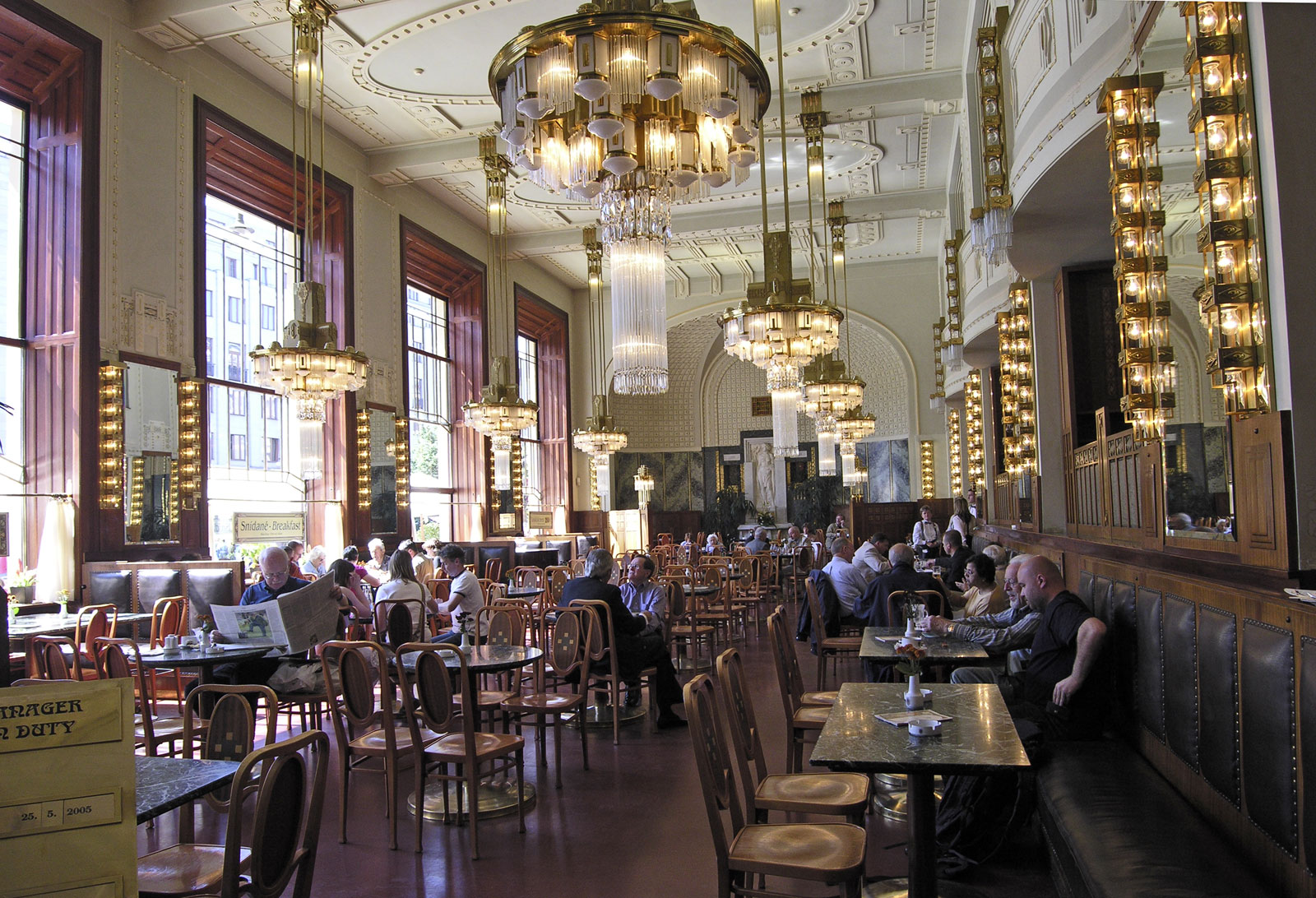
Casa Municipală, Cafeneaua din interior
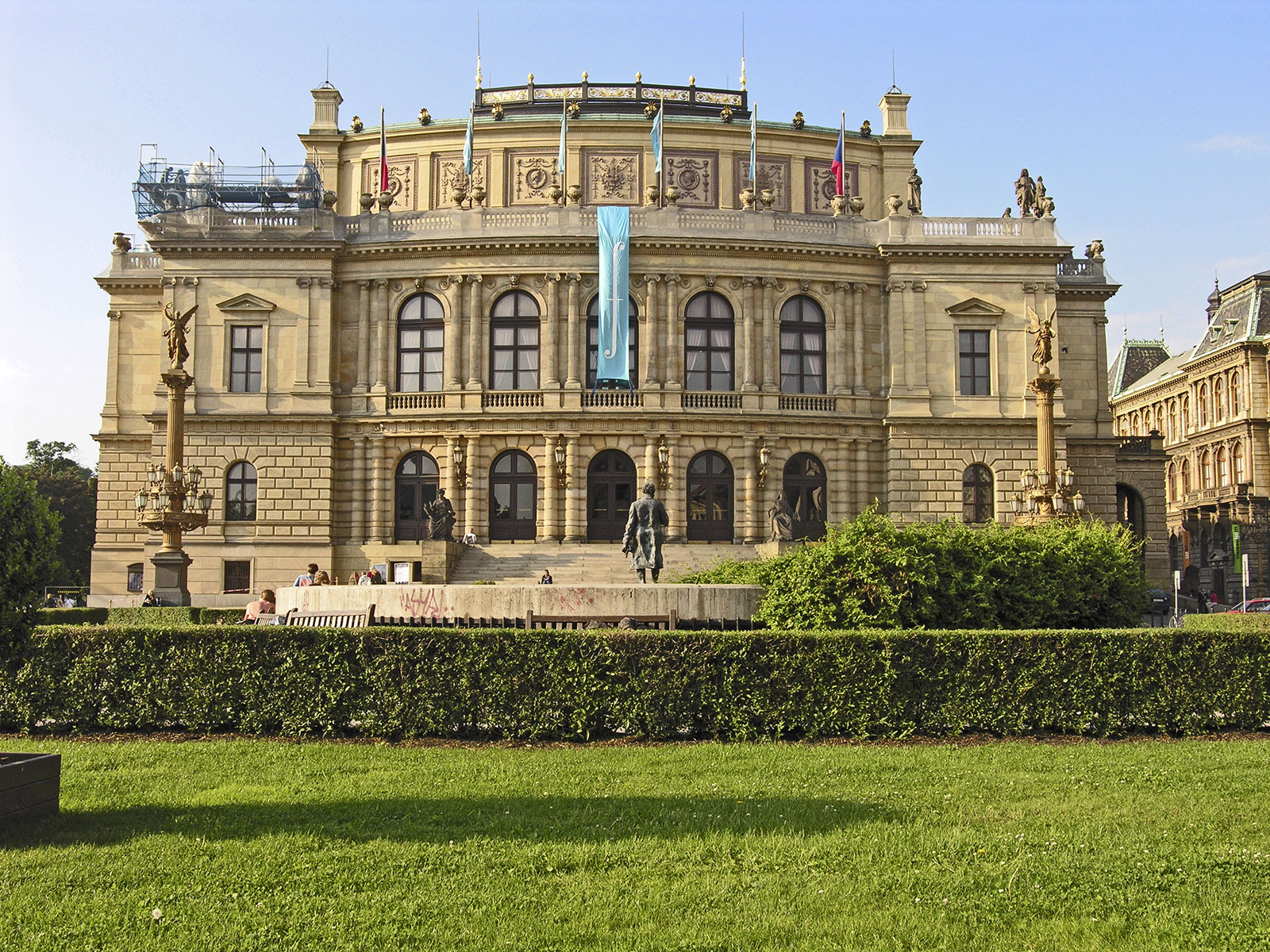
Clădirea Rudolfinum, în prezent sediul Filarmonicii
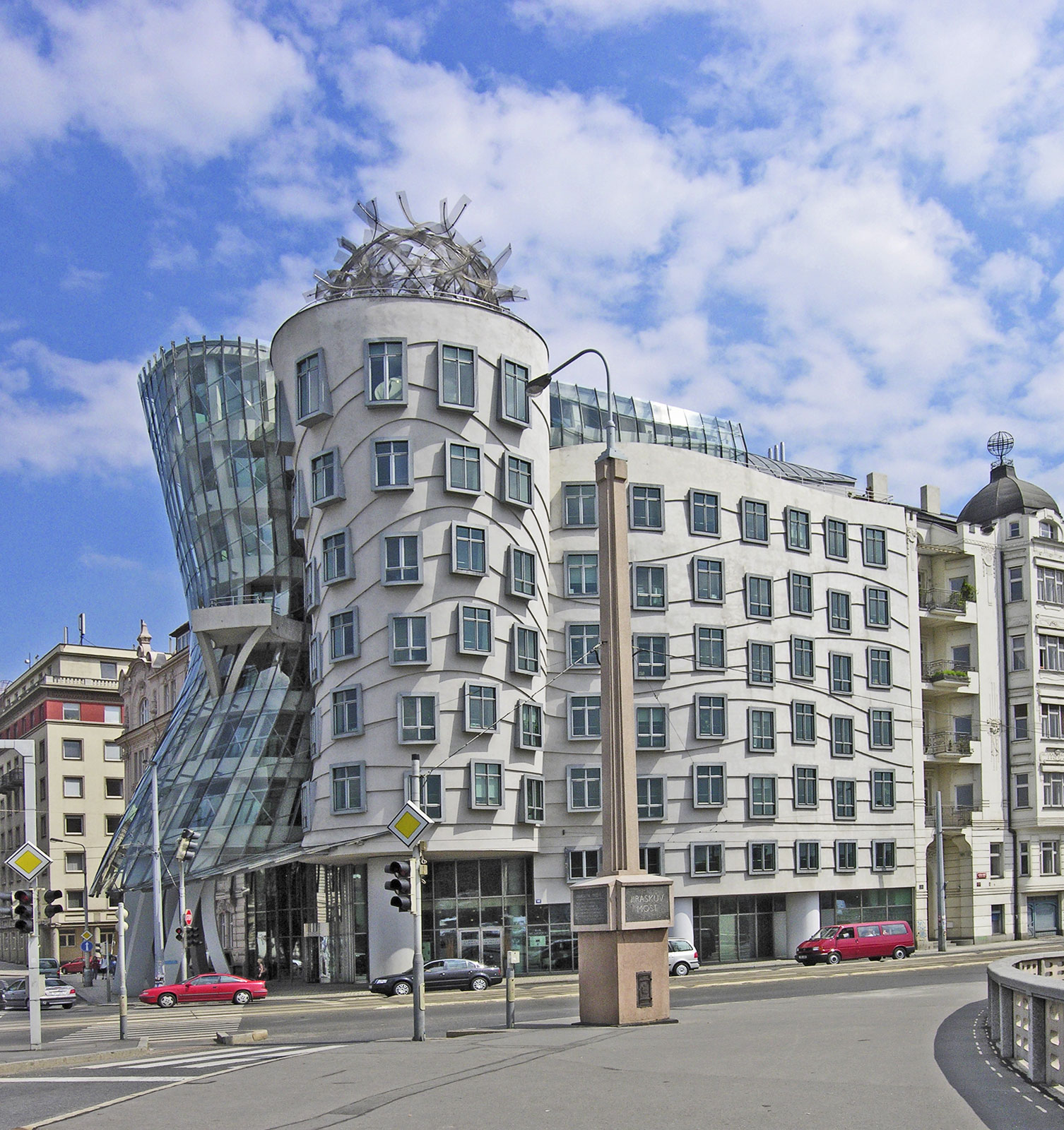
Casa care dansează, arhitect: Frank Gehry